# Fußball im Ruhrgebiet
Der Fußball im Ruhrgebiet spielt eine maßgebliche Rolle im deutschen Fußballgeschehen. Insgesamt 16 deutsche Meisterschaften und elf Titel im DFB-Pokal wurden durch Mannschaften aus dem Ruhrgebiet gewonnen. 1937 wurde der FC Schalke 04 erster Double-Sieger in Deutschland, Borussia Dortmund konnte 1966 als erster deutscher Verein einen Europapokal gewinnen und im Jahr 1997 gewann Dortmund die Champions League und der FC Schalke 04 den UEFA-Pokal. Insgesamt spielten in der Bundesliga bislang sieben Vereine aus dem Ruhrgebiet, aktuell (2025/26) spielt nur noch Borussia Dortmund in der höchsten Spielklasse. Insbesondere Borussia Dortmund und der FC Schalke 04 nehmen eine bedeutende Rolle im deutschen Fußball ein und sind auch überregional populär.

## Geschichte des Ruhrgebietsfußballs

### Entstehung der ersten Fußballvereine im Revier
Als erster reiner Fußballverein des Ruhrgebiets (und fünftältester Deutschlands) gründete sich 1892 der Wittener Fußballclub. Wie in vielen anderen Städten des Landes und entgegen dem verbreiteten Klischee waren die ersten aktiven Fußballer des Reviers jedoch keine Arbeiter, sondern Schüler aus der Oberschicht, die den in den Jahren zuvor aus England „importierten“ und zunächst nur an den Gymnasien und Realgymnasien Westdeutschlands populär gewordenen Sport nun auch in ihrer Freizeit gemeinsam ausübten.
Wie und wann genau der Fußball seinen Weg in den Sportunterricht an deutschen Schulen fand, lässt sich nur schwer rekonstruieren. Zwar waren in England schon um 1845 die ersten Vorläufer von Fußball und Rugby entstanden, in Deutschland wurde bis in die 1870er Jahre (und auch danach) an den Lehranstalten jedoch vor allem geturnt. Dennoch wurde Fußball in den 1860ern auf dem Kontinent durch englische Emigranten bekannt, deren Kinder in ihren Schulen und Pensionaten den Sport ausübten und ihre deutschen Freunde zum Mitspielen aufforderten. Nachdem 1872 das Braunschweiger Gymnasium als erste deutsche Schule freiwillige Ballspiele anbot, breitete sich der Fußball sukzessive im Land aus und wurde vielerorts in den Unterricht integriert.
Parallel zu den reinen Fußballvereinen, die sich verbreitet nach Wittener Vorbild als Organisationen von Oberschülern gründeten, entstanden in den 1890ern auch viele Fußballabteilungen in den Turnvereinen der Region. Auch der erste bedeutende Verein des Ruhrgebiets, der Duisburger SpV, war ursprünglich als Spielabteilung des Duisburger Turnvereins von 1848 entstanden und hatte sich erst 1900, acht Jahre nach Gründung der Abteilung, vom Stammverein getrennt.
In den ersten Jahren der Ausübung des Sports in Vereinen existierten noch keine verbindlichen Regeln, weder zur Durchführung des Spiels selbst noch in Hinblick auf Vereinswettbewerbe. Als erster Verband in Westdeutschland entstand dann im September 1898 der Rheinische Spielverband, der zunächst nur aus neun Gründungsmitgliedern bestand, sich jedoch schnell zum einflussreichsten Verband der Region entwickelte und bereits zwei Jahre später als Rheinisch-Westfälischer Spielverband (ab 1907 dann: Westdeutscher Spielverband, kurz WSV) für den gesamten westdeutschen Raum zuständig war. Regelmäßige Meisterschaftsrunden in Westdeutschland wurden ab 1902 ausgespielt, zunächst in drei Bezirken mit jeweils drei Leistungsklassen.

Mannschaftsfoto des Wittener FC 92 in den 1890er-Jahren

Bereits drei Jahre später waren so viele neue Vereine dem Verband beigetreten, dass eine Neueinteilung der Bezirke nötig wurde. Das Ruhrgebiet wurde erstmals geteilt, der westliche Teil (zum Rheinland gehörig) wurde dem Bezirk Ruhr, der westfälische Teil im Osten dem Bezirk Mark zugeordnet. Dies hatte zur Folge, dass anfangs mehrere erste Ligen im Verbandsgebiet existierten und die stärksten Mannschaften der Region nur noch in Endrunden oder Pokalspielen gegeneinander antraten. Aus diesem Grund wurde 1909 die Einrichtung einer „Ligaklasse“ beschlossen, in der die zehn besten Vereine der Bezirke die Westdeutsche Meisterschaft ausspielen sollten; entsprechend der Leistungsstärke der Mannschaften zur damaligen Zeit entstammten alle Mannschaften dem Rheinland, in der Gründungssaison waren neben dem Duisburger SV nur noch Preußen Duisburg und der Essener Turnerbund aus dem Ruhrgebiet vertreten. Trotz dieser Bündelung der Kräfte erreichte in den Jahren vor dem Krieg nur der Duisburger SV ein Endspiel um die deutsche Meisterschaft, in dem man 1913 dem VfB Leipzig mit 1:3 unterlag.
Dennoch entwickelte sich der Fußball auch im Ruhrgebiet rasant. Bereits 1914 gehörten dem Westdeutschen Verband 603 Vereine an, von denen ein gutes Drittel aus dem Revier stammte. Allerdings setzte sich zunächst die Tradition fort, dass die Aktiven überwiegend aus der Mittel- und Oberschicht stammten und sich nur sehr vereinzelt Vereine aus dem direkten Umfeld des Arbeitermilieus gründeten. Die Ursachen hierfür sind vielfältiger Natur, liegen aber vor allem in der neu definierten Rolle des Sports im Bürgertum. Während sich das Turnen spätestens seit der Gründung des Kaiserreichs zum Sport der Konservativen entwickelt hatte, übte der progressive Teil des Bürgertums um die Jahrhundertwende eher englisch geprägte Sportarten wie Fußball, Tennis oder Rudern aus. Zudem hatte die Arbeitszeitverkürzung für Angestellte aus dem Jahr 1891 den arbeitsfreien Sonntag zur Folge, an dem Zeit für soziales Leben insbesondere auch im Sport war. Jedoch spitzte sich der Konflikt zwischen Turnern und Fußballern in den Jahren vor dem Ersten Weltkrieg zu, Lehrer und Behörden setzten vielfach Verbote des Spiels durch.
Der Fußball konnte sich letztlich dennoch ausbreiten, nicht zuletzt dank guter Verbindungen seiner Offiziellen zum Militär. Vielfach wurde in der Armee Fußball zur körperlichen Ertüchtigung gespielt, zudem hatten sich der Deutsche Fußball-Bund nebst seinen Landesverbänden bereits früh als Kriegsbefürworter bekannt. So ruhten während des Kriegs zwar die Meisterschaftsrunden, jedoch hatte der DFB einen Kriegspokal ausgelobt, um den die wenigen Sportler, die nicht eingezogen wurden, spielten. Gleichzeitig wurden in der Armee selbst Regiments- und Kompaniemeisterschaften ausgetragen, die zur weiteren Popularisierung dieses Sports beitrugen.

### Nach dem Ersten Weltkrieg – Fußball wird zum Sport der Massen
Politisch wie sozial waren die Arbeiter in den Zechen und Industrieanlagen zur Zeit des Kaiserreichs weitgehend isoliert. Die neu errichteten Wohngebiete für das Industrieproletariat entstanden außerhalb der Innenstädte des Ruhrgebiets, die von Angestellten und Gewerbetreibenden dominiert wurden. Entsprechend wenige Kontakte entstanden demnach zwischen dem Bürgertum und der Arbeiterschicht; zudem blieben die Einwanderer aus Ostpreußen und Polen vorwiegend unter sich und siedelten sich vornehmlich dort an, wo bereits große Gruppen von ihnen lebten.
Unter diesen Rahmenbedingungen konnte sich das Proletariat nur zögernd für den Fußball begeistern. Erst nach der Jahrhundertwende, also gut zehn Jahre nach der Gründung des ersten Fußballvereins der Oberschicht, begann die Zeit des Arbeiterfußballs – zunächst in Form von Straßenmannschaften und Unterabteilungen kirchlicher Jünglingsvereine, die im Umfeld der Arbeitersiedlungen rund um die Zechen des Reviers beheimatet waren. Beeinflusst wurden die zumeist jungen Aktiven vom Treiben auf den Sportplätzen, auf denen nach Gründung des Spielverbands 1902 nun auch regelmäßig Meisterschaftsspiele stattfanden.
Begünstigt wurde die wachsende Zahl aktiver Fußballer in der Arbeiterklasse durch die Vorteile, die der Fußball gegenüber anderen prominenten Sportarten der Zeit besaß. Nicht nur hielt sich der finanzielle Aufwand für das unorganisierte „Pöhlen“ in Grenzen, auch besaßen viele Arbeiter die notwendigen Fähigkeiten zur Ausübung des Sports, der gleichermaßen körperliche Durchsetzungsfähigkeit wie Kooperationsbereitschaft benötigt. Dennoch war es bis in die Zeit der Weimarer Republik hinein für viele Arbeiter unmöglich, einem „echten“ Fußballverein beizutreten – die Preise für Trikots und Fußballschuhe übertrafen den Lohn für eine Schicht um ein Vielfaches. Und in den nicht seltenen Fällen, wo sich, zumeist unter finanzieller Unterstützung von Gastwirten, Arbeitervereine gründeten und um Eintritt in den WSV baten, wurde ihnen dieser verwehrt – häufig aus politischen Gründen, mitunter jedoch auch zur Sicherung des Spielbetriebs, da viele Vereine nur für wenige Monate existierten.
Mit der neuen Rolle der Arbeiterschicht im Zuge der Novemberrevolution von 1918 beschleunigte sich der Aufstieg des Fußballs zum Volkssport dann noch einmal massiv. Nicht nur erhielten die arbeitenden Massen politische Freiheiten, sie profitierten auch von den sozialen Errungenschaften der Zeit; insbesondere die Einführung freier Wochenenden auch für Arbeitskräfte in der Industrie ließ den Sport zu einem Vergnügen für die gesamte Bevölkerung werden. Bis in die 1930er Jahre verzeichnete der DFB einen Anstieg seiner Mitgliederzahlen von 161.000 aus dem Jahr 1913 hin zu über einer Million Mitglieder, zudem gründeten sich die Deutsche Jugendkraft als katholischer Sportverband und vielerorts wurden Werksmannschaften eingerichtet.
Neben einer Explosion der Aktivenzahlen begann in den 1920ern auch der große Erfolg des Fußballs als Publikumssport. Dadurch, dass viele der Spitzenvereine noch eng in ihrem lokalen Milieu verankert waren, konnten sich die Zuschauer leicht mit „ihrem“ Verein identifizieren. Als Konsequenz schnellten die Zuschauerzahlen in die Höhe, neue Stadien wie das Wedaustadion in Duisburg oder das Essener Stadion am Uhlenkrug wurden gebaut. Zudem entdeckte die Presse den Sport; die ersten Fußballzeitschriften entstanden, und 1926 wurde mit der Partie Schwarz-Weiß Essens gegen den VfL Osnabrück eine der ersten Fußballbegegnungen im Radio übertragen.
Sportlich gehörten die Mannschaften des Ruhrgebiets zwischen 1918 und 1930 noch nicht zur absoluten Leistungsspitze in Deutschland. Zwar konnte die DJK Katernberg zweimal (1921 und 1924) die DJK-Meisterschaft erringen, unter dem Dach des DFB reichte es jedoch für keinen der Vereine des Reviers zum großen Triumph. Regional dominierten bis zum Ende des Jahrzehnts vor allem die Vereine, die auch in der wilhelminischen Zeit führend waren, der Duisburger Spielverein und der Essener Turnerbund/Schwarz-Weiß Essen; ab 1926, als der BV Altenessen 06 Ruhrbezirksmeister werden konnte, liefen ihnen jedoch viele der Arbeiterclubs sportlich den Rang ab. Besonders der FC Schalke 04 dominierte ab 1928 den Fußball im Revier und schwang sich mit vier Westdeutschen Meisterschaften zwischen 1929 und 1933 zur erfolgreichsten Mannschaft im Westen der Republik auf. Unterbrochen wurde der Aufstieg der „Knappen“ nur von einem Urteil des Verbandes, das acht Verantwortliche und 14 Spieler (die komplette erste Mannschaft der Gelsenkirchener um Fritz Szepan und Ernst Kuzorra) im August 1930 wegen Verstößen gegen das Amateurstatut aus dem Verband ausschloss. Erst nach Protesten der Öffentlichkeit und anderer Vereine des Landes wurde das Urteil im Juni 1931 aufgehoben. Dennoch blieb ein Verbot des Profisports formal wirksam.

### Große Zeit der „Knappen“
Nach der Westdeutschen Meisterschaft erreichte der FC Schalke 04 im Sommer 1933 zum ersten Mal ein Endspiel um die deutsche Meisterschaft, unterlag jedoch Fortuna Düsseldorf in Köln mit 0:3. Dennoch hatten sich die Gelsenkirchener längst zur spielerisch besten Mannschaft Deutschlands entwickelt, und es war nur eine Frage der Zeit, bis die Schalker als erste Mannschaft die Victoria ins Revier holen sollten.

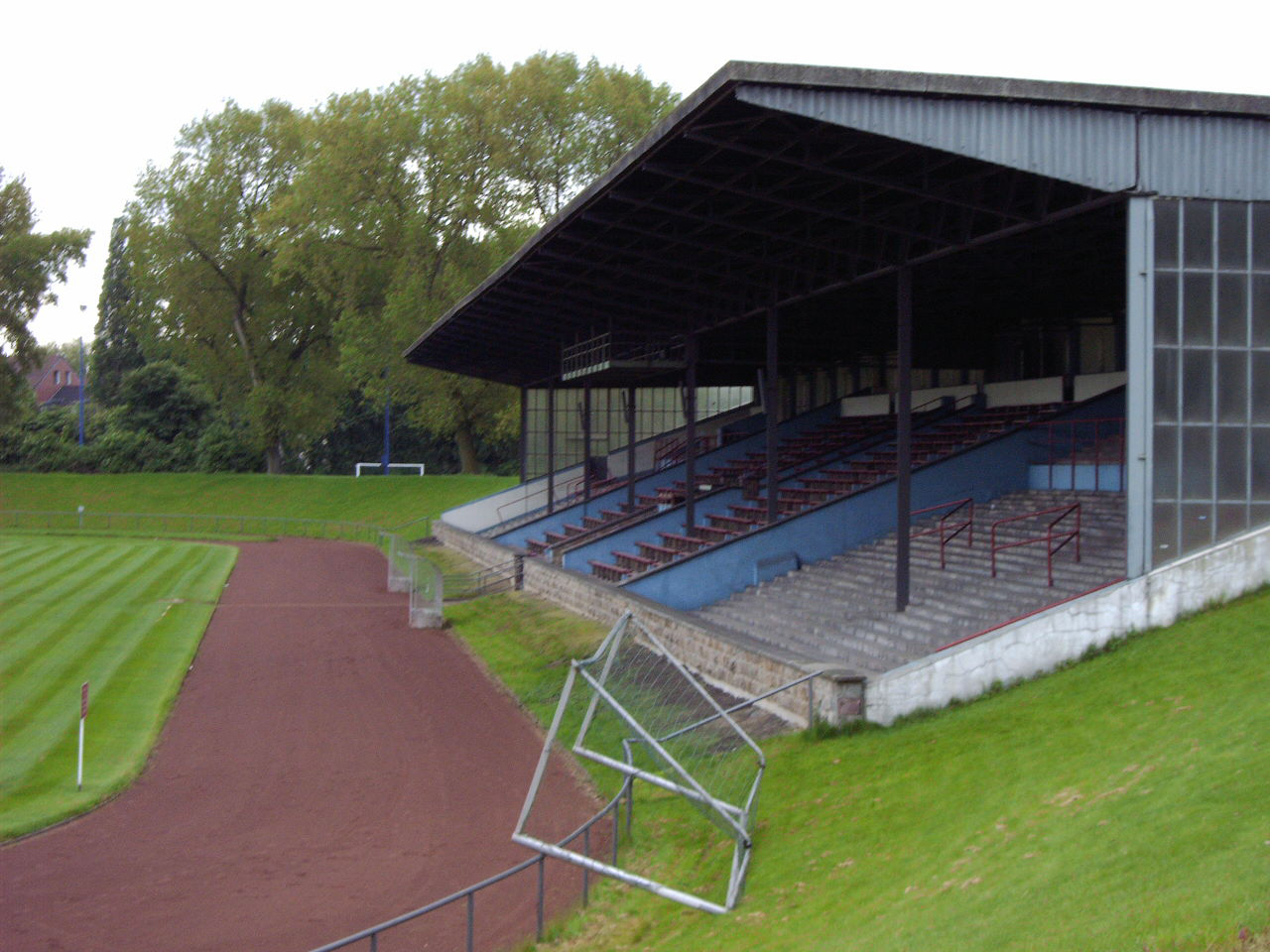
Die Schalker Glückauf-Kampfbahn

Der Aufstieg von Schalke 04 in den 1920ern hatte viele Ursachen. Neben der bereits erwähnten Professionalisierung des Vereins, die finanziell vor allem durch die Partnerschaft des Clubs zur Zeche Consolidation möglich gemacht wurde, war es eine mit dem „Schalker Kreisel“ für deutsche Verhältnisse völlig neuartige Spielweise, die die Gelsenkirchener zelebrierten. Bereits in der Frühphase des Vereins, als die Gelsenkirchener noch Westfalia hießen, machten die Schalker sich lokal einen guten Namen durch ihren schnellen Kombinationsfußball, der sich vom „Kick and Rush“ abhob, das viele deutsche Mannschaften vorwiegend spielten. Nach dem Ersten Weltkrieg behielten die Schalker ihre Spielweise bei, perfektioniert wurde das System jedoch erst unter „Bumbes“ Schmidt, der 1933 Trainer des FC Schalke wurde.
Wirtschaftlich hatte neben der Zeche auch die Stadt Gelsenkirchen ihren Anteil an den Schalker Erfolgen. Beide gemeinsam griffen dem Verein beim Bau der Glückauf-Kampfbahn, die zwischen 1927 und 1928 errichtet wurde, finanziell unter die Arme und stellten Bürgschaften beziehungsweise Darlehen bereit. Die Zeche Consolidation hatte zudem, wie es bei vielen Arbeitervereinen mit enger Verbindung zur lokalen Industrie üblich war, die Baupläne für das Stadion in Auftrag gegeben und dem Verein gleichzeitig das Gelände für ein geringes Entgelt verpachtet. Ferner waren einige der wichtigsten Spieler bei Stadt oder Zeche angestellt und genossen so vergleichsweise große Freiheiten.
Insgesamt konnte Schalke zwischen 1934 und 1942 sechsmal die deutsche Meisterschaft erringen und zudem 1937 den Tschammer-Pokal gewinnen. Überschattet wird die große Zeit der Gelsenkirchener jedoch durch die Nähe einiger seiner Spieler und Funktionäre zum nationalsozialistischen Regime.
Bereits kurz nach der Machtergreifung der Nationalsozialisten 1933 wurden jüdische Mitglieder aus dem Verein ausgeschlossen; auf einen Bericht des Kicker aus dem Juli 1934, in dem Presseberichte polnischer Zeitungen zusammengefasst wurden und der unter dem Titel „Die deutsche Fußballmeisterschaft in Händen der Polen“ erschien, reagierte der Verein ferner mit einer minutiösen Aufstellung der Stammbäume seiner Spieler und versuchte so nachzuweisen, dass die Aktiven ausschließlich deutscher Herkunft seien. Aufgrund seiner Popularität wurde Schalke 04 zu NS-Propagandazwecken benutzt; Spieler wie Szepan und Kuzorra nutzten ihre Popularität, um durch Wahlaufrufe für die NSDAP zu werben und ihre Nähe zum Regime zu demonstrieren. Das Engagement dieser beiden Spieler für das NS-Regime blieb jedoch ein Einzelfall. Ein Beispiel für Vorteilsnahme eines Spielers ist sicherlich die „Arisierung“ eines ehemals jüdischen Kaufhauses durch Fritz Szepan im Herbst 1938. Allerdings gehörte er zu den wenigen NSDAP-Mitgliedern unter den sportlich Aktiven des FC Schalke 04.
Nicht nur Schalke 04 hatte sich schnell mit den neuen Machtverhältnissen arrangiert. Politisch waren auch viele Fußballverbände schon während der Weimarer Zeit im konservativ-nationalistischen Lager verankert; und trotz Öffnung gegenüber den Arbeitervereinen bezogen die Oberen in WSV und DFB zum Teil offen revanchistische Positionen. Bekennende Nationalsozialisten wie Guido von Mengden als Geschäftsführer des WSV und späterer Pressewart des DFB und Josef Klein, der zunächst Jugendbeauftragter der Verbände und seit 1932 Mitglied des Reichstags für die NSDAP war, konnten bereits vor der Machtergreifung Hitlers in der Schaltzentrale der Verbände hohe Positionen bekleiden. Entsprechend wurde am 24. Mai 1933 durch Verordnung einer Einheitssatzung für alle Vereine, in welcher der Vereinsvorsitzende nun Vereinsführer hieß, sofort mit der Umsetzung des nationalsozialistischen „Führerprinzips“ begonnen; der DFB wurde gleichgeschaltet und als Fachamt Fußball in den Nationalsozialistischen Reichsbund für Leibesübungen eingegliedert. Der Westdeutsche Spielverband wurde 1935 im Zuge einer völligen Neustrukturierung des Spielbetriebs aufgelöst, an deren Ende 16 Gauligen standen, deren Meister in einer Endrunde um die deutsche Meisterschaft spielten.
Diese Neustrukturierung des Ligensystems brachte für das Ruhrgebiet eine erneute Aufteilung in verschiedene Gaue mit sich, der westliche Teil um Essen, Oberhausen und Duisburg spielte nun in der Gauliga Niederrhein, der östliche Teil wurde dem Gau Westfalen zugeordnet. Zudem griffen die Nationalsozialisten nun auch in die internen Angelegenheiten der Vereine ein und erzwangen neben der Gleichschaltung und Arisierung auch Vereinsfusionen innerhalb einer Stadt. Ziel war eine Konzentration der starken Spieler in wenigen Vereinen.
Sportlich führte die Zeit des Nationalsozialismus zur endgültigen Dominanz der Arbeitervereine im Ruhrgebiet. Neben Schalke 04, das bis 1944 in jeder Saison Meister der Gauliga Westfalen werden konnte, übernahmen „proletarische“ Mannschaften wie Borussia Dortmund, der VfL Bochum oder Rot-Weiß Oberhausen langsam die fußballerische Vorherrschaft in ihren Städten, die sie auch nach dem Krieg nicht mehr abgeben sollten. Dies war vor allem eine Fortschreibung des Trends aus den Zwanzigern, wurde von den Machthabern aber auch indirekt durch die Zwangsfusionen unterstützt. Diese Tendenz setzte sich mit Kriegsbeginn sogar noch fort, viele Aktive aus den Arbeitervereinen waren in der Rüstungsindustrie tätig und konnten zumindest bis 1942 vergleichsweise oft vom Dienst an der Front freigestellt werden. Der Spielbetrieb wurde auch danach weitgehend aufrechterhalten; bis in den Herbst 1944 hinein wurden reguläre Meisterschaftsspiele ausgetragen.

### Die Ära der Oberliga West
Nach dem Kriegsende im Ruhrgebiet, das im April 1945 durch die alliierten Truppen vollständig befreit worden war, schlossen sich die zurückgekehrten und daheimgebliebenen Sportler rasch in ihren Vereinen zusammen und besserten in mühevoller Kleinarbeit die Schäden aus, die ihre Vereinsanlagen im Bombenkrieg genommen hatten. Bereits vor der offiziellen Wiederzulassung der Vereine im September des Jahres fanden erste Freundschaftsspiele auf lokaler Ebene statt, in Castrop-Rauxel wurde bereits Anfang Juli das erste genehmigte Spiel zweier Auswahlmannschaften (der Norden trat gegen den Süden der Stadt an) ausgetragen. Auf innerstädtische Duelle beschränkte sich auch im Folgenden der Spielbetrieb, die britische Besatzungsmacht hatte zunächst nur für „Lokalderbys“ grünes Licht gegeben. Dies änderte sich zur Saison 1946/1947, als auch Niederrhein- und Westfalenmeisterschaften ausgetragen wurden.
Als neuer Fußballverband für das Ruhrgebiet wurde im Februar 1947 zunächst der Fußballverband Nordrhein-Westfalen gegründet, der sich ein Jahr später in den Westdeutschen Fußball-Verband umwandelte. Das vertretene Gebiet umfasste das neu gegründete Bundesland Nordrhein-Westfalen und war damit deutlich kleiner als das des 1935 aufgelösten WSV. Als höchste Spielklasse des WFV wurde zur Spielzeit 1947/1948 die Oberliga West eingerichtet, in der zunächst 13 Mannschaften vertreten waren. Im Sommer 1949 wurde die Liga dann auf 16 Mannschaften aufgestockt.
Mit der Gründung der Oberliga West begann die zweite große Zeit des Westens. Erfolgreichste Mannschaft dieser Ära war Borussia Dortmund, die bereits im Endspiel um die Westfalenmeisterschaft 1947 durch einen 3:2-Erfolg gegen Schalke 04 dessen Vormachtstellung im Ruhrgebietsfußball brechen und sich zunächst zum Seriensieger im Westen aufschwingen konnte. Die erste Finalteilnahme um die deutsche Meisterschaft ging 1949 jedoch in der „Stuttgarter Hitzeschlacht“ gegen den VfR Mannheim mit 2:3 verloren, sodass erst Rot-Weiss Essen um „Boss“ Helmut Rahn 1955 als erste Ruhrgebietsmannschaft nach dem Krieg den nationalen Titel erringen konnte. In den beiden folgenden Spielzeiten konnte dann der BVB seine ersten beiden Meisterschaften feiern, 1958 wurde Schalke 04 zum bis dato letzten Mal Deutscher Meister.
Die Schalker Meisterschaft von 1958 stellt den Abschluss der großen Zeit der Arbeitervereine des Ruhrgebiets dar. Erstmals nach 1913 waren die Spitzenvereine der Region wieder in einer einheitlichen Liga vertreten, bereits bei Gründung der Oberliga West 1947 waren acht der 13 teilnehmenden Vereine im Revier beheimatet. Die Vielzahl an Derbys in den folgenden Jahren elektrisierten die Massen wie seit den 1920ern nicht mehr; die Zuschauerzahlen in der neuen „Straßenbahnliga“ lagen durchweg im fünfstelligen Bereich und damit weit vor allen anderen Oberligen Deutschlands. Insbesondere Duisburg und Essen waren Hochburgen der neuen Spielklasse: Essen stellte mit Rot-Weiss, Schwarz-Weiß und den Sportfreunden Katernberg zeitweise drei Oberligisten, Duisburg besaß mit dem Meidericher SV, Hamborn 07, dem Spielverein und DFV 08 insgesamt sogar vier Teilnehmer an der Oberliga.
Neben den „arrivierten“ Arbeitervereinen wie Schalke 04, Borussia Dortmund und Rot-Weiss Essen begeisterten die Erfolge der kleineren Zechenvereine in den 1950er Jahren das Ruhrgebiet. Es war die besondere Situation kurz nach Kriegsende, die den Werksvereinen der Zechen Startvorteile gegenüber vielen anderen Vereinen des Reviers offerierte. Neben Nahrungsmitteln war vor allem Kohle als Energieträger gefragt; den Zechen kam entsprechend eine große wirtschaftliche Bedeutung zu, die diese auch zur Unterstützung lokaler Mannschaften durch Naturalien nutzten. Zudem hatten viele Spieler aus Vereinen mit Nähe zur Industrie bis kurz vor Kriegsende in der Region bleiben können, so dass nur wenige Aktive zu Tode gekommen waren und nun wieder mit dem Fußballspiel beginnen konnten. Größter Erfolg einer reinen Zechenmannschaft war die Teilnahme des SV Sodingen an der Endrunde zur deutschen Meisterschaft 1955. Der Vizemeister der Oberliga West hatte als Werkself der Zeche Mont Cenis unter anderem dem mit Weltmeistern gespickten 1. FC Kaiserslautern ein 2:2 abtrotzen können. Zuvor hatten sich auch die Sportfreunde Katernberg (1948) und der STV Horst-Emscher (1950) für die Meisterschaftsrunde qualifizieren können, beide waren jedoch jeweils in der Vorrunde gescheitert.
Das Ende der 1950er Jahre einsetzende „Zechensterben“ machte langfristige Erfolge der Werksvereine jedoch unmöglich, viele Clubs mussten ihre besten Spieler zu wirtschaftlich potenteren Vereinen ziehen lassen. Schon 1963 hatte sich keiner dieser Vereine mehr für die Fußball-Bundesliga qualifizieren können; am erfolgreichsten war noch Hamborn 07, das in den letzten Spielzeiten der Oberliga West jedoch nicht die nötigen Platzierungen für eine Teilnahme an der Bundesliga hatte erreichen können. Aus dem Ruhrgebiet wurden schließlich Borussia Dortmund, Schalke 04 und der Meidericher SV ausgewählt, und auch wenn die Borussia das Abenteuer Bundesliga als amtierender Deutscher Meister begann, war die große Zeit des Ruhrgebietsfußballs erstmal beendet.

### Die ersten Jahre der Bundesliga – Kampf um Geld und Punkte
Die Abschaffung der Oberliga West brachte für den Fußball zwischen Ruhr und Lippe eine tiefe Zäsur mit sich. Zwar hatten sich fast alle Vereine des Reviers bei der entscheidenden Sitzung des DFB-Bundestages für die Einführung der Bundesliga ausgesprochen, die kritischen Stimmen hatten jedoch bereits im Vorfeld der Abstimmung vor den Folgen für die kleineren Vereine des Ruhrgebiets gewarnt. Da parallel zur Gründung der neuen Liga auch das Amateur- beziehungsweise Vertragsspielerstatut in der Erstklassigkeit abgeschafft und durch ein neues Lizenzspielerstatut ersetzt wurde, wurden die wirtschaftlichen Unterschiede zwischen den erfolgreichen Vereinen in der Erstklassigkeit und den „zurückgebliebenen“ Regionalligisten schnell zementiert: Diejenigen, die den Sprung in die Eliteklasse aus wirtschaftlichen oder sportlichen Gründen nicht schaffen konnten, mussten einerseits auf die finanziell lukrativen Partien gegen die großen Vereine der Region verzichten (und hatten entsprechend mit rapide sinkenden Zuschauerzahlen zu kämpfen) und andererseits ihre talentiertesten Akteure an die finanzstärkeren Rivalen veräußern.
Als Konsequenz dieser „Flurbereinigung“ entwickelten sich die in den jeweiligen Städten erfolgreichsten Clubs vollends zu städtischen Repräsentationsvereinen, die sich endgültig vom lokalen Milieu ihrer Entstehungszeit abnabelten und enge Beziehungen zu den kommunalen Entscheidungsträgern pflegten. Die Vereine kompensierten so in Zeiten des wirtschaftlichen Umbruchs im Ruhrgebiet die nachlassende finanzielle Unterstützung aus der lokalen Industrie und ließen sich finanziell unter die Arme greifen, für die Städte wurden die Bundesligisten zum Aushängeschild und Werbeträger. Auch personell verwischten sich vielerorts die Grenzen zwischen Vereinen und Gemeinden, nicht selten waren wie im Falle Walter Kliemts, der zwischen 1968 und 1974 Oberstadtdirektor Dortmunds und Vorsitzender der Borussia war, die Vereinspräsidenten zugleich hochrangige Beschäftigte der Verwaltung.
Sportlich begann die Zeit in der Bundesliga für zwei der Ruhrgebietsvereine durchaus erfolgreich: Der Meidericher SV beendete unter seinem Trainer Rudi Gutendorf die erste Spielzeit überraschend als Vizemeister, konnte die folgenden Spielzeiten ebenso wie die für wenige Jahre erstklassigen Mannschaften von Rot-Weiss Essen und Rot-Weiß Oberhausen jedoch nur im unteren Mittelfeld der Liga beenden. Borussia Dortmund wurde in der Premierensaison Tabellenvierter und gewann im Jahr darauf den DFB-Pokal. 1965/1966 beendeten die Schwarz-Gelben die Saison als Vizemeister und feierten mit dem Triumph im Europapokal der Pokalsieger, den die Borussia als erste deutsche Mannschaft gewann, den bis dahin größten Erfolg der Vereinsgeschichte. Mit dem Außenseitersieg Dortmunds im Finale gegen den FC Liverpool begann für den BVB dann jedoch eine Zeit der sportlichen Misserfolge, die 1972 mit dem Abstieg in die Regionalliga ihren Tiefpunkt fand.
Schlechter startete Schalke 04 in die neue Liga. 1964/1965 entkamen die Gelsenkirchener dem Abstieg nur durch die Aufstockung der Liga auf 18 Mannschaften, finanziell rettete erst der Verkauf der mittlerweile maroden Glückauf-Kampfbahn an die Stadt den Verein. Zuvor hatte sich der Vereinsvorsitzende Hans-Georg König wegen Steuerhinterziehung vor Gericht verantworten müssen. Zudem war der Club 1963 in die Schlagzeilen geraten, als er beim Kauf des Karlsruher Nationalspielers Günter Herrmann gegen die im Lizenzspielerstatut verankerte Deckelung der Ablösesummen auf maximal 50.000 DM verstieß und Herrmann gemeinsam mit Hans-Georg Lambert, der jedoch nur ein Spiel für die „Knappen“ absolvierte, für den doppelten Betrag erwarb. Das Urteil des DFB, das zunächst für beide Vereine einen Punktabzug und eine Geldstrafe vorgesehen hatte, wurde jedoch in zweiter Instanz aufgehoben. Die Angst vor dem Abstieg in die ebenso unrentable wie unattraktive Regionalliga West führte in Schalke neben finanziellen Winkelzügen zu einer neuen Zuschauerbegeisterung. Die Sorge um den Fortbestand des Clubs zog regelmäßig 40.000 Zuschauer in die Glückauf-Kampfbahn und sorgte so für einen neuen Rekord im deutschen Fußball.

### Der Bundesliga-Skandal und die Folgen
Am Ende der Spielzeit 1970/1971 erschütterte der Bundesliga-Skandal die deutsche Öffentlichkeit. Der Offenbacher Vereinspräsident Horst-Gregorio Canellas präsentierte zur Feier seines 50. Geburtstags im Juni 1971 der anwesenden Prominenz ein Tonband mit Gesprächsmitschnitten zur Schiebung von Spielen der Bundesliga. In den folgenden Monaten untersuchte der Kontrollausschuss des DFB um Hans Kindermann die Vorgänge und stellte in seinem Abschlussbericht fest, dass mindestens 18 Spiele der Bundesliga manipuliert worden waren. Vor allem die abstiegsgefährdeten Mannschaften von Kickers Offenbach und Arminia Bielefeld hatten Beträge bis zu einer Million Mark eingesetzt, um gegnerische Vereine zu bestechen und so den Klassenerhalt zu sichern.
Aus dem Ruhrgebiet waren Vereinsfunktionäre und Aktive von Schalke 04 und Rot-Weiß Oberhausen wesentlich an den Vorgängen beteiligt, zudem mussten sich drei Spieler des MSV Duisburg vor Gericht verantworten. Oberhausen war selbst in den Abstiegskampf verwickelt und hatte sich ein 4:2 gegen den 1. FC Köln erkauft, dessen Torhüter Manfred Manglitz zu den Schlüsselfiguren der Affäre gehörte. Als Konsequenz wurde Vereinspräsident Peter Maaßen für zwei Jahre aller Ämter enthoben.
Die Spieler von Schalke 04 gaben im Verlauf der Prozesse ein widersprüchliches Bild ab. Über mehrere Jahre hinweg leugneten neun Aktive der Gelsenkirchener ihre Teilnahme am Bundesliga-Skandal unter Eid und erstritten sich so ihre Spielerlaubnis trotz Sperre des DFB. Erst im Dezember 1975 gaben die Beteiligten mit Ausnahme Klaus Fichtels zu, das Spiel gegen Arminia Bielefeld im April 1971 für insgesamt 40.000 Mark verkauft zu haben. Vor dem Essener Landgericht wurden die Spieler später wegen Meineids mit Geldstrafen belegt, der Verein hatte danach seinen Spitznamen als „FC Meineid“ weg. Unverständlich war vor allem, warum die Schalker Aktiven wegen vergleichsweise läppischer Summen ihre weitere Karriere aufs Spiel setzen. Nach dem knapp vermiedenen Abstieg 1965 hatten sich die Verantwortlichen in Gelsenkirchen auf die Jugendarbeit besonnen und es gegen Ende der 1960er-Jahre geschafft, sich mit einer jungen Mannschaft in der Liga zu etablieren.
Zwar war die Mannschaft bis zur Saison 1970/1971 im Endklassement niemals besser als auf Rang sechs platziert, dennoch traute die Öffentlichkeit Schalke 04 zu, sich langfristig neben den Mannschaften von Borussia Mönchengladbach und dem FC Bayern München als dritte Kraft in der Bundesliga zu positionieren. Die Erfolge des Clubs in der Saison 1971/1972, als Schalke Vizemeister und Pokalsieger wurde, wurden dann bereits vom Skandal und seinen Folgen überschattet. Dennoch blieb Schalke in den 1970ern stärkste Mannschaft des Reviers, schlitterte nach einer weiteren Vizemeisterschaft 1977 jedoch in die Krise und stieg 1981 erstmals in die Zweitklassigkeit ab.
Als Konsequenz aus dem Skandal hob der DFB bereits 1972 alle Obergrenzen für Lizenzspielergehälter und Ablösesummen auf und führte zur Saison 1974/1975 in zwei Staffeln die 2. Bundesliga als Unterbau zur ersten Liga ein. Speziell durch die neue zweite Liga sollte die Kluft zwischen Profi- und Amateurbereich geschlossen werden, um zu verhindern, dass ein Abstieg aus der Bundesliga einen Verein allzu leicht wirtschaftlich ruiniert. Das Ruhrgebiet war in der Nord-Staffel der zweiten Liga regelmäßig mit vier bis sechs Mannschaften vertreten, nach Einführung der eingleisigen zweiten Liga 1981 waren es meist noch drei Vereine.
Im ganzen Land sank nach Bekanntwerden der Affäre das Interesse an der Bundesliga rapide. Zwar befanden sich die Zuschauerzahlen bereits nach der zweiten Spielzeit 1964/1965 im Abwärtstrend, dennoch verschärfte der Skandal die Situation in den folgenden Jahren. Der Tiefpunkt wurde 1972/1973 bei einem Zuschauerschnitt von knapp 16.000 erreicht. Auf einen Anstieg der Zahlen im Zuge der WM 1974 folgte ab 1978 ein langer Rückgang, der erst 1986 endete. Im Ruhrgebiet waren sie traditionell besser, obwohl die Vereine weit von nationalen oder internationalen Erfolgen entfernt waren: Borussia Dortmund war zwar 1976 in die erste Liga zurückgekehrt, blieb jedoch zunächst höchstens Mittelmaß und musste zuletzt 1985/1986 ernsthaft um den Klassenerhalt bangen. Der MSV Duisburg hatte seine größten Erfolge Ende der 1970er, als die Meidericher das Halbfinale des UEFA-Pokals erreichten. Danach ging es abwärts, 1982 folgte der Abstieg in die zweite und 1986 in die dritte Liga. Rot-Weiss Essen stieg 1977 letztmals aus der ersten Liga ab. Einzige Konstante in der Bundesliga war der VfL Bochum, der ab 1971 Erstligist, sportlich aber auch keine große Nummer war. Wirtschaftlich ging es den Vereinen der Region nicht besser; neben Dortmund und Schalke, die in den 1970ern und 1980ern öfters am Rande der Existenz wandelten, machten vor allem die Zweitligisten Rot-Weiss Essen und Westfalia Herne Schlagzeilen, denen zum Teil mehrfach die Lizenz entzogen wurde.

### Die Neunziger – Neue Erfolge im Revier
Hauptgrund für den Niedergang des Spitzenfußballs im Revier in den Jahrzehnten zuvor war die fehlende Professionalisierung in den Strukturen der Vereine. Die meisten Vereinsvorstände führten ihre Clubs ehrenamtlich ohne professionelle Unterstützung und waren nicht in der Lage, wirtschaftlich profitabel zu arbeiten. Als erster Verein im Ruhrgebiet passte sich Borussia Dortmund Ende der 1980er an die neuen Verhältnisse im deutschen Fußball an und änderte unter Präsident Gerd Niebaum und Manager Michael Meier sukzessive die Vereinspolitik: Der BVB wurde vom Repräsentant Dortmunds zu einer landesweit bekannten Marke ausgebaut. Nicht mehr die Eintrittsgelder, sondern Einnahmen aus Fernsehen, Werbung und Merchandising machten die größten Einnahmen im Etat aus.
Sportlich stellten sich die ersten nationalen Erfolge schnell ein. Bereits 1989 wurde der BVB Pokalsieger und löste neue Begeisterung im Vereinsumfeld aus. Drei Jahre später wurde der Club unter Trainer Ottmar Hitzfeld Vizemeister und erreichte in der Folgesaison das Finale im UEFA-Pokal. Die generierten Einnahmen wurden umgehend wieder in die Mannschaft investiert, die 1995 die vierte deutsche Meisterschaft nach Dortmund holen konnte. Nach der erfolgreichen Titelverteidigung im folgenden Jahr gewann der BVB 1997 die Champions League und wurde im selben Jahr Weltpokalsieger.
Durch die radikale Umgestaltung des Vereins erweiterte sich die Kluft zwischen dem BVB und den anderen Erstligisten der Region schnell. Einzig Schalke 04 war ab Mitte der 1990er in der Lage, es der Borussia nachzumachen und den Club Stück für Stück in ein erfolgreiches Wirtschaftsunternehmen umzubauen. In beiden Fällen wurde nach der sportlichen Konsolidierung in der oberen Hälfte der Tabelle und Erfolgen auf europäischer Ebene (Schalke gewann 1997 den UEFA-Pokal) gleichermaßen in die Qualität der Mannschaft wie in das Stadion investiert; so entstand in Gelsenkirchen die Arena Auf Schalke als neues Multifunktionsstadion, in Dortmund wurde das Westfalenstadion mehrfach erweitert und ist heute das größte reine Fußballstadion der Republik. In Duisburg, Bochum oder Wattenscheid, wo nach der Wende ebenfalls Bundesligafußball gespielt wurde, waren ähnliche Pläne nicht von Erfolg gekrönt: Den Clubs fehlte nicht nur ein großer Name, auch die Anhängerschar dieser Mannschaften war deutlich kleiner. Einzig Rot-Weiss Essen verfügte über ein mit Schalke 04 und Borussia Dortmund vergleichbares Mobilisierungspotential, sportlich kam RWE in den Neunzigern aber nie über den Abstiegskampf in der zweiten Liga hinaus.
Auch für den Frauenfußball im Ruhrgebiet waren die Neunziger ein erfolgreiches Jahrzehnt. Seit 1990/1991 existiert landesweit die Frauen-Bundesliga, in der sich der FCR Duisburg, Pokalsieger von 1998 und Meister von 2000, als dritte Kraft im deutschen Fußball etablieren konnte. Zuvor hatte es der KBC Duisburg bereits in den 1980ern zu Meister- und Pokalsiegerehren gebracht. Mit Ausnahme der SG Wattenscheid gibt es allerdings keinen Verein, der im Männer- und Frauenfußball gleichermaßen erfolgreich ist. Ein Grund ist das vormals ignorante „Belächeln“ der ersten Frauenmannschaften seitens der Verbands- und Vereinsgrößen, die die Ausübung des Sports unter dem Dach des DFB bis 1970 verboten hatten und den Frauen auch danach nur wenig Unterstützung zukommen ließen. Stattdessen entwickelten sich eigene Vereine für Frauenfußball; neben den beiden Duisburger Clubs ist vor allem die SGS Essen als aktueller Bundesligist zu nennen. Seit Einführung der Bundesliga hat sich das Ansehen des Frauenfußballs stark verbessert, auch wenn er in Deutschland hinsichtlich der Professionalisierung noch weit hinter dem Standard beim Männerfußball zurückbleibt.

### Heute
Borussia Dortmund war Ende 2004 in eine existenzbedrohende finanzielle Krise geraten, nachdem die Vereinsführung die Erlöse des Börsengangs aus dem Herbst 2000 durch Investitionen in Neueinkäufe (insgesamt wurden zwischen 1998 und 2002 fast 100 Millionen Euro allein für Ablösesummen ausgegeben) sowie in die dritte Ausbaustufe des Westfalenstadions vollständig aufgebraucht hatte. Erst ein umfassendes Sanierungskonzept konnte den Gang in die Insolvenz vermeiden, so dass sich der Verein heute wirtschaftlich erholt hat und sportlich wieder zur ersten Garde in Deutschland zählt. Nach der sechsten Meisterschaft 2002 mussten zunächst im Zuge der wirtschaftlichen Konsolidierung wichtige Spieler verkauft werden. Adäquater Ersatz wurde nicht geholt, so dass die Mannschaft in den folgenden Jahren nur mittelmäßige Tabellenränge belegte. In der Saison 2007/2008 schaffte man es jedoch immerhin ins Finale des DFB-Pokals. Zu Beginn der Saison 2008/2009 übernahm Trainer Jürgen Klopp dann die Borussia und es konnten neue Erfolge gefeiert werden.

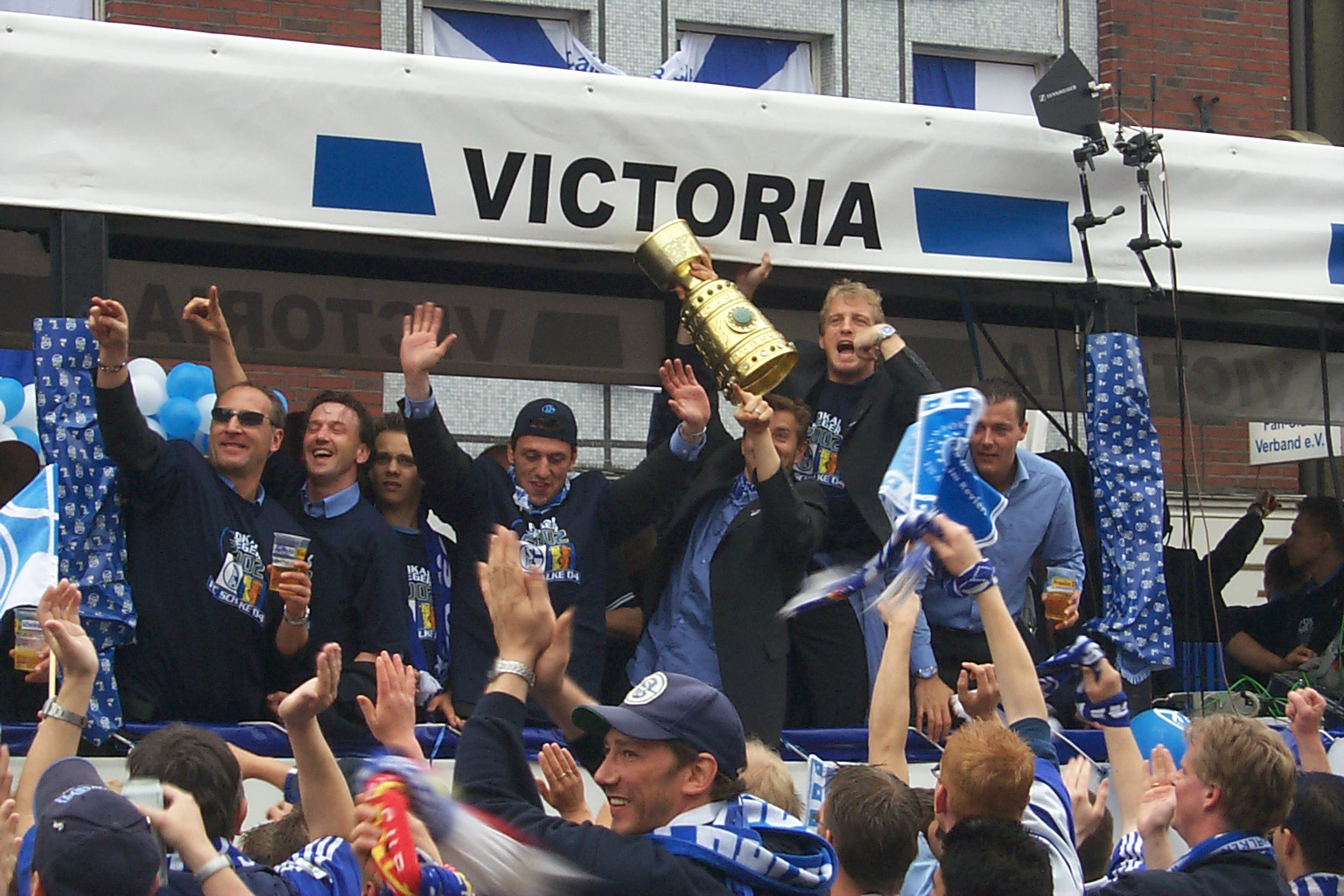
Pokalsieger 2002: Schalke 04

In der Saison 2009/2010 holte der Verein sich am Ende den vierten Tabellenplatz, was gleichbedeutend mit der Qualifikation zur Play-off-Runde der UEFA Europa League war. 2010/2011 war Borussia Dortmund vom achten Spieltag an Tabellenführer und sicherte sich am Ende die Meisterschaft. In der darauffolgenden Saison konnte der Verein die Meisterschaft verteidigen und mit dem Gewinn des DFB-Pokals erstmals das Double in seiner Vereinsgeschichte feiern.
Auch der FC Schalke 04 hat seit 2006 mit erheblichen wirtschaftlichen Problemen zu kämpfen, die nur zwischenzeitlich durch den Einstieg des russischen Ölmagnaten Gazprom als Hauptsponsor gelöst werden konnten. Zur Saison 2009/2010 wurde bekannt, dass der Verein einen erheblichen Schuldenstand aufgebaut hat, der zunehmend schwieriger macht, im laufenden Geschäft kostendeckend zu arbeiten. Sportlich gehörte der Club in den letzten Jahren des Öfteren zur Spitzengruppe der Bundesliga, auch wenn die Gelsenkirchener mit vier Vizemeisterschaften in den 2000ern den deutschen Meistertitel mehrfach knapp verfehlten. Insbesondere 2001 und 2007 hatte Schalke bis zum letzten Spieltag auf den ersten Titel seit 1958 gehofft. 2001, 2002 und 2011 wurde der Club Sieger im DFB-Pokal.
Die Saison 2010/2011 war die beste Saison für den Ruhrgebiets-Fußball seit der Saison 1996/1997: Borussia Dortmund errang die Meisterschaft und der FC Schalke 04 drang in der Champions League bis ins Halbfinale vor, gewann zudem den DFB-Pokal nach einem Finale, bei dem mit dem MSV Duisburg der Finalgegner ebenfalls aus dem Ruhrgebiet kam und gewann nach Saisonende den Supercup gegen Borussia Dortmund. In der Saison 2011/2012 gewann Borussia Dortmund erstmals in seiner Vereinsgeschichte das Double aus Meisterschaft und DFB-Pokal. 2013 erreichte der BVB das CL-Endspiel.
Aktuell (Stand: 2025/26) ist nur noch Borussia Dortmund in der ersten Bundesliga. Schalke 04 stieg nach einem Erstligajahr in der Saison 2022/23 wieder in die 2. Bundesliga ab, während der VfL Bochum nach vier Erstligajahren in der Saison 2024/25 wieder abstieg. Der MSV Duisburg und Rot-Weiss Essen spielen in der 3. Liga, und komplettieren damit die fünf Ruhrgebietsvertreter im Profifußball. Die in der Vergangenheit vorhandene Vielfalt ist zugunsten weniger größerer Vereine gewichen. Diverse in der Vergangenheit erfolgreiche Clubs spielen heute nur noch unterklassig.

## Klubs
Diese Tabelle listet alle Klubs auf, die im Ruhrgebiet ansässig sind und in der Saison 2025/26 in einer der ersten vier Ebenen des Fußball-Ligasystems in Deutschland aktiv sind. Zweite Mannschaften bleiben hierbei unberücksichtigt.
| Klub                          | Stadion                                  | Kapazität              | Gegründet              | Heimatstadt            | Letzte Änderung        |
| Fußball-Bundesliga (1)        | Fußball-Bundesliga (1)                   | Fußball-Bundesliga (1) | Fußball-Bundesliga (1) | Fußball-Bundesliga (1) | Fußball-Bundesliga (1) |
| ----------------------------- | ---------------------------------------- | ---------------------- | ---------------------- | ---------------------- | ---------------------- |
| Borussia Dortmund             | Signal Iduna Park (Westfalenstadion)     | 81.365                 | 1909                   | Dortmund               | Aufstieg 1976          |
| 2. Fußball-Bundesliga (2)     |                                          |                        |                        |                        |                        |
| VfL Bochum                    | Vonovia Ruhrstadion (Ruhrstadion)        | 26.000                 | 1938                   | Bochum                 | Abstieg 2025           |
| FC Schalke 04                 | Veltins-Arena (Arena auf Schalke)        | 62.271                 | 1904                   | Gelsenkirchen          | Abstieg 2021           |
| 3. Fußball-Liga (3)           |                                          |                        |                        |                        |                        |
| Rot-Weiss Essen               | Stadion an der Hafenstraße               | 19.962                 | 1907                   | Essen                  | Aufstieg 2022          |
| MSV Duisburg                  | Schauinsland-Reisen-Arena (Wedaustadion) | 31.500                 | 1902                   | Duisburg               | Aufstieg 2025          |
| Fußball-Regionalliga West (4) |                                          |                        |                        |                        |                        |
| Rot-Weiß Oberhausen           | Stadion Niederrhein                      | 17.165                 | 1904                   | Oberhausen             | Abstieg 2012           |

## Fan- und Fußballkultur

### Fanszene im Revier
Die Bedeutung des Fußballs geht im Ruhrgebiet weit über das Spiel am Wochenende hinaus; der Sport besitzt eine große kommunikative Rolle, für viele Anhänger ist der Verein ein zentraler Aspekt ihres Lebens. Diese enge Beziehung der Fans zu ihrem Verein hat auch den Wandel des Publikums von den eher proletarischen Zuschauern der 1960er und 1970er Jahre zur heutigen Anhängerschaft aus der Mittelschicht überdauert.

#### Historischer Überblick
Obwohl der Fußball in Deutschland schon nach dem Ersten Weltkrieg die Massen in seinen Bann zog, entwickelte sich eine „echte“ Fanszene erst seit den späten Sechzigern. Erster Fanclub in Deutschland waren die „Bochumer Jungen“, die sich 1972 in Anlehnung an die englische Tradition im Umfeld des VfL gründeten. In Großbritannien existieren bereits seit den 1950ern die „Supporter Clubs“, deren Mitglieder sich vorwiegend aus jungen fußballbegeisterten Männern rekrutieren und die Ehre ihrer Teams durch Gesang und Gewalt verteidigen.

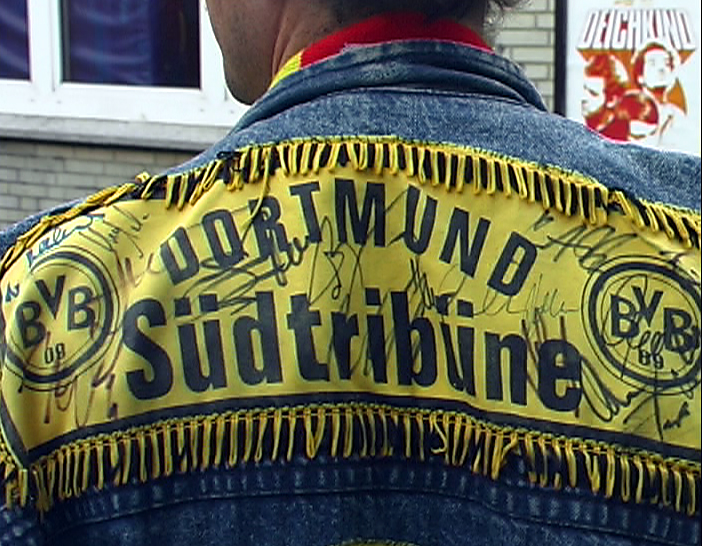
Die „Kutte“ als Fan-Outfit

Im Ruhrgebiet gab es zwar schon vor der Gründung der Fanclubs Ausschreitungen im Umfeld von Fußballspielen (soziologische Studien sprechen beispielsweise in den 1920ern von mehreren hundert Auseinandersetzungen jährlich), durch die organisierten Anhängerschaften änderte sich jedoch die Qualität der Gewalt und auch ihre Rezeption in der Presse. Vor der Weltmeisterschaft 1974 wurde praktisch jede Woche von Ausschreitungen rund um den Fußball berichtet, was als Reaktion seitens des Staates den Einsatz von Hundertschaften und Hundestaffeln in der Begleitung von Auswärtsfans hervorrief. Die Folge war eine weitere Radikalisierung der Fanszenen, während sich die „normalen“ Anhänger teilweise vom Fußball abwendeten.
Im Ruhrgebiet sorgten in den Achtzigern vor allem rechtsextreme Gruppen wie die Dortmunder „Borussenfront“ oder die Schalker „Gelsenszene“ (die sich später entpolitisierte) für Schlagzeilen, die die Fanszenen unterwanderten und den Fußball als Bühne für ideologische Auseinandersetzungen nutzten. Die zeitgleich aus England importierte Hooligankultur mit martialischem Auftritt und Massenprügeleien zwischen verschiedenen Fangruppen verfestigte in der Öffentlichkeit das Bild vom Fußballfan als rechtem Schläger. Heute sind insbesondere die Fanszenen in Gelsenkirchen und Dortmund um eine Auseinandersetzung mit Rechtsextremismus im Umfeld des Fußballs bemüht; beispielsweise wurden im Frühjahr 2007 das Dortmunder Fanprojekt und der Schalker Verein „Dem Ball is' egal wer ihn tritt“ mit dem Julius-Hirsch-Preis des Deutschen Fußball-Bundes ausgezeichnet.
Nach dem deutschen Erfolg bei der Weltmeisterschaft 1990 gewann der Sport an Popularität in der Bevölkerung zurück. Vom Privatfernsehen wurde die Bundesliga zum „Event“ für die ganze Bevölkerung stilisiert, was insbesondere im fußballgeprägten Ruhrgebiet auf fruchtbaren Boden fiel. Dort strömt das Publikum seitdem regelmäßig in die Stadien und beschert der Liga immer wieder neue Zuschauerrekorde. Die organisierten Fanszenen reagierten erst spät auf die neuen Entwicklungen und versuchten sich vom „Mainstream“ zu distanzieren. Eine Plattform dafür bot vor allem die italienisch geprägte Ultra-Bewegung, deren Gruppierungen heute auch im Ruhrgebiet die Wortführerschaft bei zahlreichen Anhängerschaften besitzen. Ultras verstehen sich als besonders treue Anhänger ihres jeweiligen Vereins und sehen sich gleichsam als Hüter der Tradition gegenüber der zunehmenden Kommerzialisierung des Fußballs. Während viele Ultras in Deutschland ihre politische Neutralität betonen, ist die Bewegung aufgrund ihrer reaktionären und totalitären Philosophie anfällig für politischen Extremismus.

#### Revierderby
Trotz der Fülle an Fußballvereinen im Ruhrgebiet und der entsprechenden Zahl an Lokalderbys in den höheren Ligen haben sich zuletzt die Partien zwischen Borussia Dortmund und dem FC Schalke 04 als die Revierderbys herauskristallisiert. Die Spiele zwischen den beiden erfolgreichsten Vereinen der Region sind seit vielen Jahren ausverkauft und elektrisieren die Fußballfans des Reviers wie kein anderes Duell.

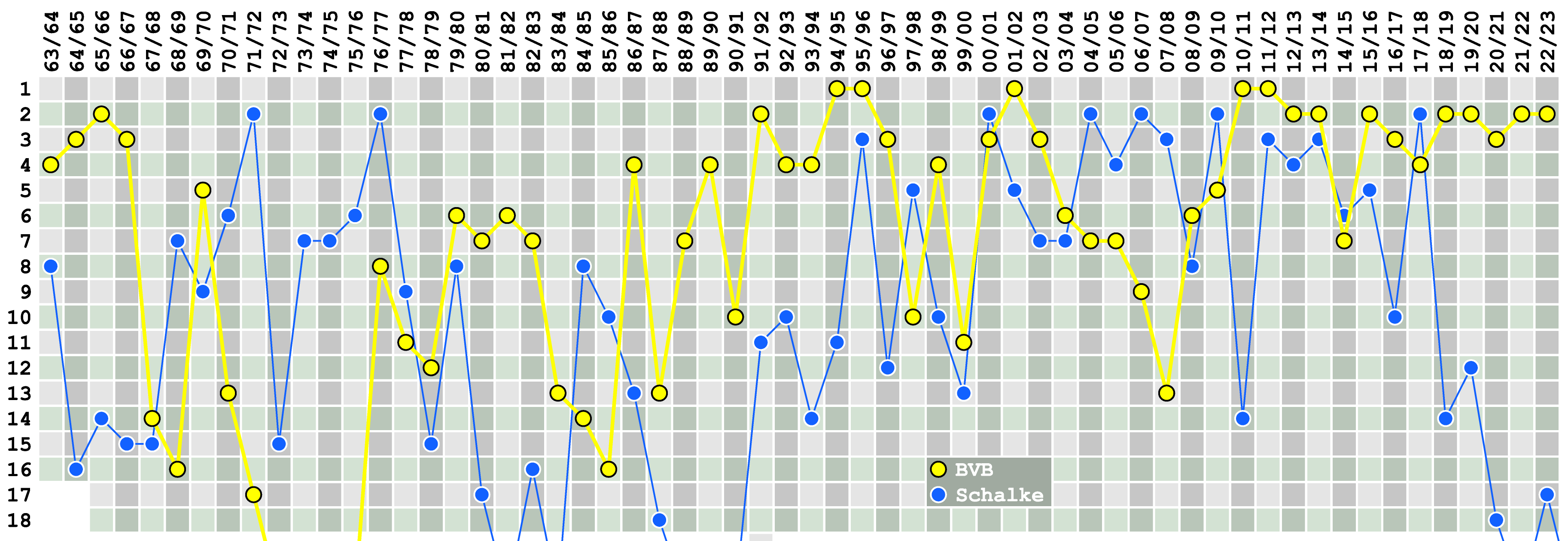
Schalke – Dortmund in der Bundesliga

Dabei ist die Rivalität zwischen beiden Vereinen im Gegensatz zu großen internationalen Derbys wie Old Firm oder El Superclásico ebenso jung wie friedvoll – erst nach dem Zweiten Weltkrieg wurde aus der Borussia ein Konkurrent auf Augenhöhe für die Gelsenkirchener, und auch die Vereinsgeschichten sind nicht so verschieden, als dass sich religiöse oder weltanschauliche Konflikte zwischen beiden Clubs hätten herausbilden können. Sowohl Schalke 04 als auch Borussia Dortmund sind in Arbeitervierteln entstanden und haben von Beginn an eine integrative Funktion für die vielen polnischen und ostpreußischen Immigranten besessen, und auch wenn sie heute Anhänger in allen sozialen Schichten besitzen, stehen die Vereine weiterhin sinnbildlich für Herz und Leidenschaft als Tugenden des „Ruhrpotts“.
Nach drei Spielen Mitte der 1920er zwischen beiden Vereinen kam es zu den ersten Partien auf höherem Niveau ab 1936 in der Gauliga, nachdem der BVB den Aufstieg geschafft hatte. Schalke 04 war zu jener Zeit jedoch bestimmend für den Fußball im gesamten Reich und entsprechend ohne Konkurrenz im Revier, so dass die Gelsenkirchener die Partien zumeist ohne große Schwierigkeiten für sich entscheiden konnten. Aufgrund der großen Unterschiede in der Spielstärke der Mannschaften gab es zunächst auch keine wirkliche Rivalität zwischen beiden Vereinen; nach der ersten Schalker Meisterschaft 1934 beispielsweise wurde der Zug der Meistermannschaft im Dortmunder Bahnhof frenetisch bejubelt. Von dort wurden die „Knappen“ ins Rathaus der Stadt eskortiert, wo sie sich ins Goldene Buch der Stadt eintrugen.
Insgesamt verlor der BVB 14 von 16 Spielen gegen Schalke in der Gauliga; selbst in den Spielzeiten 1937/1938 und 1941/1942, als der BVB hinter Seriensieger Schalke Zweiter im Westen wurde, wurden die Schalker nicht geschlagen. Einziger Sieg vor Kriegsende war ein 1:0 im Oktober 1943, in dem August Lenz als erster Nationalspieler Dortmunds den entscheidenden Treffer erzielte. Nach Kriegsende entwickelte sich der BVB dann allerdings zum ernstzunehmenden Kontrahenten von Schalke 04. Bereits die erste Partie nach Kriegsende konnte Borussia Dortmund für sich entscheiden und wurde 1947 durch einen 3:2-Erfolg Westfalenmeister. Es folgte die Wachablösung in der Ära der Oberliga West; Dortmund wurde dreimal Meister und belegte auch in der „ewigen Tabelle“ den ersten Platz vor Schalke.
Diese Jahre gelten als die Entstehungszeit des Revierderbys, denn erst mit Borussia Dortmund konnte sich ein Verein langfristig als ernsthafte Alternative zu Schalke 04 im Ruhrgebietsfußball etablieren. Seitdem wechselten sich die Zeiten der Erfolge weitgehend ab; der BVB war in den Sechzigern und Neunzigern deutsche Spitzenmannschaft und ist dies auch in den 2010er-Jahren, Schalke konnte sich in den Siebzigern leicht von der Borussia absetzen. Dennoch stellten die Spiele zwischen beiden Vereinen immer ein besonderes Highlight dar, und vielfach konnte der jeweilige „Underdog“ die Partien für sich entscheiden.
Beide Vereine besitzen heute mit Abstand die meisten Anhänger im Revier und der Umgebung, und abgesehen vom FC Bayern München ist auch kein Club in Deutschland in der Lage, mit den Zuschauerzahlen von Schalke und Dortmund mitzuhalten. Regelmäßig über 40.000 verkaufte Dauerkarten pro Saison zeugen von einer großen Begeisterungsfähigkeit der Anhängerschaft.

### Die Stadien im Revier

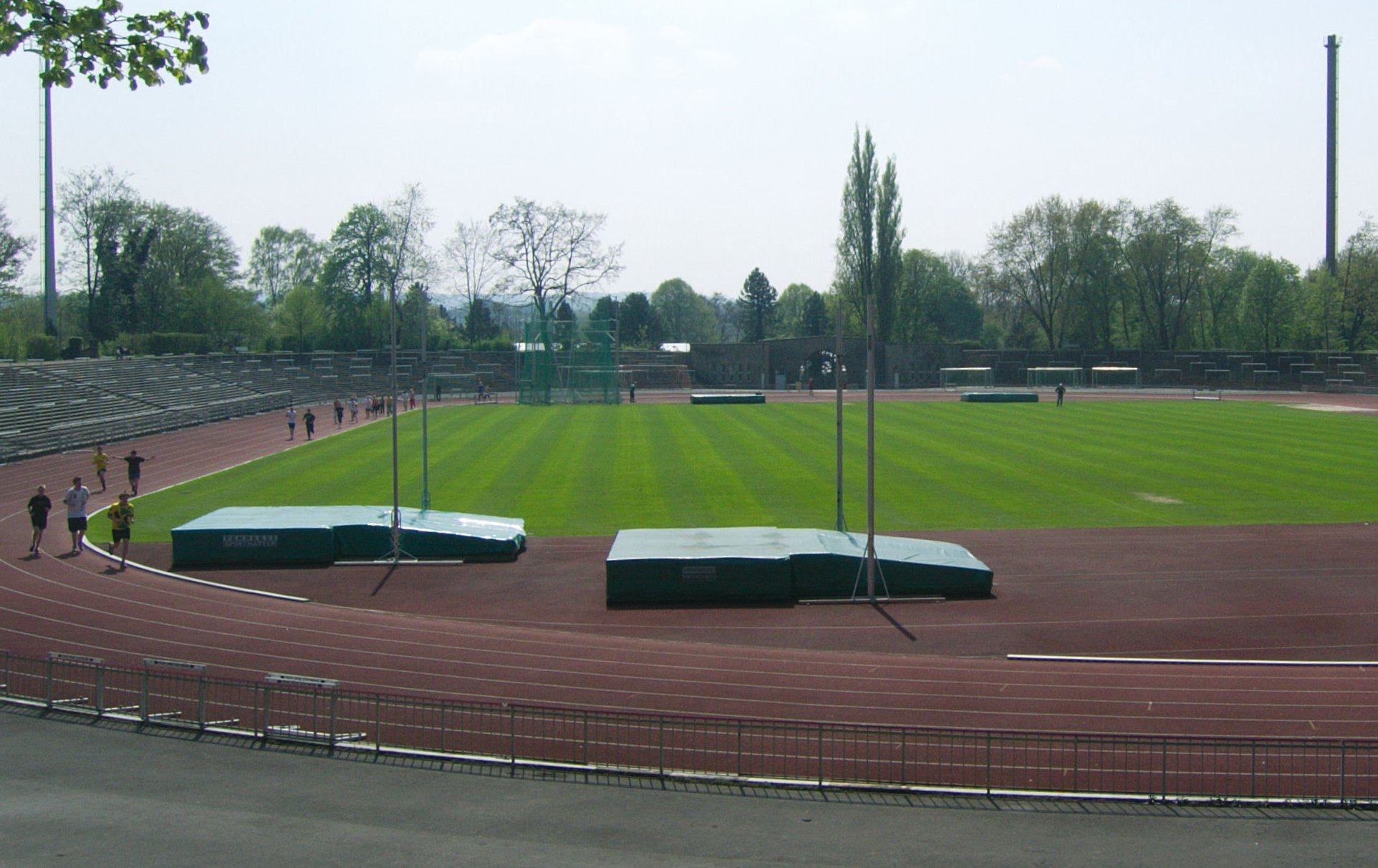
Rote Erde mit Marathon-Tor

Nachdem die ersten Spiele auf bestenfalls umzäunten Wiesen stattfanden, die je nach Zuschauerinteresse von Erdwällen umgeben waren, begann in den 1920ern der Bau der ersten „echten“ Stadien des Reviers; zwar entstanden im Ruhrgebiet keine Universalstadien mit Schwimmbahnen und Sprungturm wie von Carl Diem, dem Generalsekretär des zuständigen Reichsausschusses, gefordert, jedoch wurden sie in vielen Fällen mit Rad- oder Leichtathletikbahnen geplant. Erster großer Stadionbau war die Errichtung des Wedaustadions in Duisburg, wo die Stadt nach Diems Plänen ein weites Rund ohne Tribünen bauen ließ, dem vier Jahre später nur wenige Kilometer entfernt das Schwelgernstadion folgte. 1928 wurde in Dortmund die Kampfbahn Rote Erde eingeweiht, die heute ähnlich wie die im selben Jahr fertiggestellte Vestische Kampfbahn in Gladbeck unter Denkmalschutz steht. Beide Stadien sind auch architektonisch bedeutend, sie verfügen insbesondere über prachtvolle Eingangsbauten und Marathontore und sind wie im Fall des Dortmunder Volksparks in ein gestalterisches Gesamtkonzept integriert.
Wo es nicht die Städte waren, die den Stadionbau forçierten, mussten die Vereine selbst Hand anlegen; teilweise waren es auch die Zechen, die auf ihrem Betriebsgelände Stadien für den lokalen Klub errichteten (Mont Cenis in Sodingen 1928, Ewald-Fortsetzung in Erkenschwick ab 1929). In Gelsenkirchen war Schalkes Platz an der Grenzstraße, der nur 5000 Anhängern Platz bot, bereits früh den Zuschauermassen nicht gewachsen. Dennoch dauerte es bis ins Jahr 1928, dass der Club seine Glückauf-Kampfbahn eröffnen konnte. In Essen entstand 1922 zunächst das 35.000 Zuschauer fassende Stadion am Uhlenkrug von Schwarz-Weiß, in Herne wurde 1934 das Stadion am Schloss Strünkede eröffnet. Rot-Weiss Essen baute erst nach und nach seinen früheren Sportplatz zum Georg-Melches-Stadion aus. Bei der Eröffnung 1939 bestand das Stadion aus einer Holztribüne und insgesamt 25.000 Plätzen, 1956 wurde dort die erste Flutlichtanlage Deutschlands eingeweiht. Von 1990 bis zum Beginn des vollständigen Abriss im März 2012 war das Stadion eine Besonderheit in Deutschland, da die Westtribüne wegen Baufälligkeit abgerissen werden musste und der Bau daher nur noch aus drei Tribünen besteht.

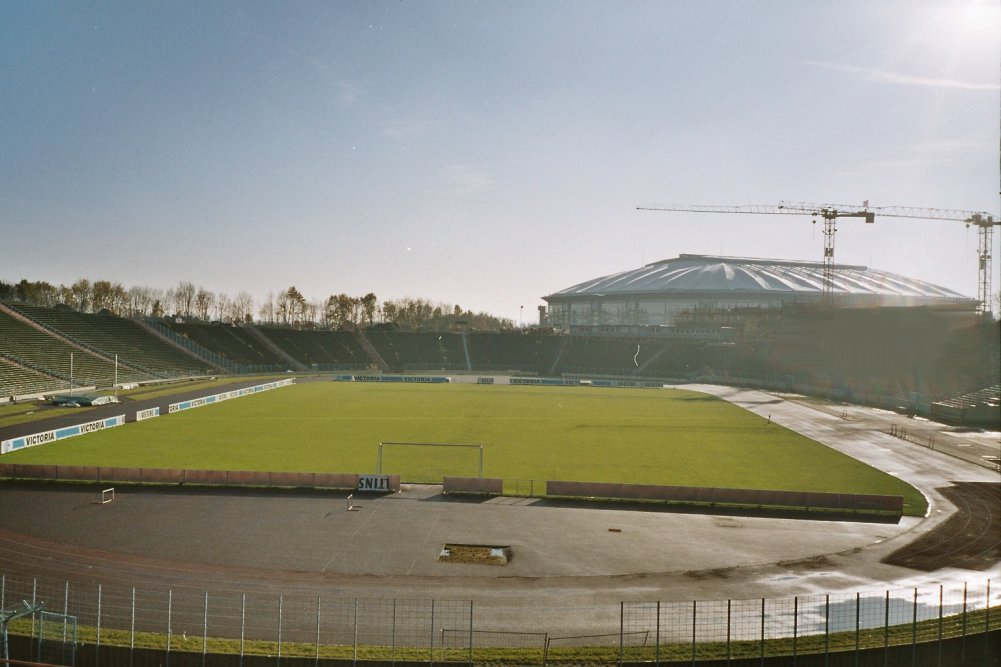
Schalke: Parkstadion und Arena

Nach dem Zweiten Weltkrieg wurden die zerstörten Stadien größtenteils wiederaufgebaut, zudem entstanden im Umfeld der Zechenvereine neue Arenen. In Sodingen wurde 1953 das Stadion Glück-Auf fertiggestellt; in Horst-Emscher entstand zur Saison 1948/1949 das Fürstenbergstadion, nachdem in der ersten Oberliga-Saison noch auf Asche gekickt worden war. Diese Stadien waren meist nicht für Großereignisse geeignet, Sodingen musste daher auch in seinen Endrundenspielen zur deutschen Meisterschaft nach Gelsenkirchen ausweichen.
Der nächste große Bauboom setzte dann in den 1970ern ein. Waren zuvor vielerorts in Deutschland Großstadien mit mehr als 50.000 Zuschauern Fassungsvermögen entstanden, so bekam das Ruhrgebiet mit dem Gelsenkirchener Parkstadion und dem Dortmunder Westfalenstadion erst zur Weltmeisterschaft 1974 neue Arenen. Letzteres wurde als reines Fußballstadion konzipiert und ist bis heute das größte seiner Art in Deutschland. Fasste es zur Eröffnung 54.000 Plätze, so finden nach mehreren Ausbaustufen aktuell über 80.000 Anhänger Platz. Auch in Bochum wurde mit dem Ruhrstadion eine Arena ohne Laufbahnen errichtet; bis heute gilt das „Schmuckstück“ als eines der schönsten Stadien Deutschlands. Schalkes Parkstadion besaß dagegen wie alle großen Stadien des Landes eine Leichtathletikbahn und galt schnell als ebenso altmodisch wie ungemütlich. Nach den großen Erfolgen in den Neunzigern begann der Verein daher 1998 mit dem Bau der „Arena AufSchalke“, einer Multifunktionsarena auf dem Berger Feld, die 2001 eröffnet wurde. Mit diesem Gebäude hat der Verein neue Maßstäbe in der Verbindung von Fußball und Event gesetzt, sich nach Meinung mancher Kritiker jedoch auch weit von seiner Entstehung als Verein der „kleinen Leute“ entfernt. Ein riesiger Videowürfel, herausfahrbarer Rasen, unzählige VIP-Logen und die Stadionwährung „Knappe“ zeugen von der intensiven Vermarktung des Sports.
Letzter großer Stadionumbau im Ruhrgebiet war die Umgestaltung des Wedaustadions in ein reines Fußballstadion, das 2004 neu eröffnet wurde. Abgesehen vom Lohrheidestadion in Wattenscheid, das in den letzten Jahren ebenfalls modernisiert wurde und heute das wichtigste Leichtathletikstadion der Region ist, befinden sich die Stadien der unterklassigen Clubs im Niedergang. Vielerorts lässt sich zwar in Nostalgie schwelgen, ohne umfangreiche Sanierungen werden viele der Kampfbahnen in naher Zukunft jedoch nur noch eingeschränkt benutzbar sein.

### Fußball abseits des DFB

#### Arbeiterfußball

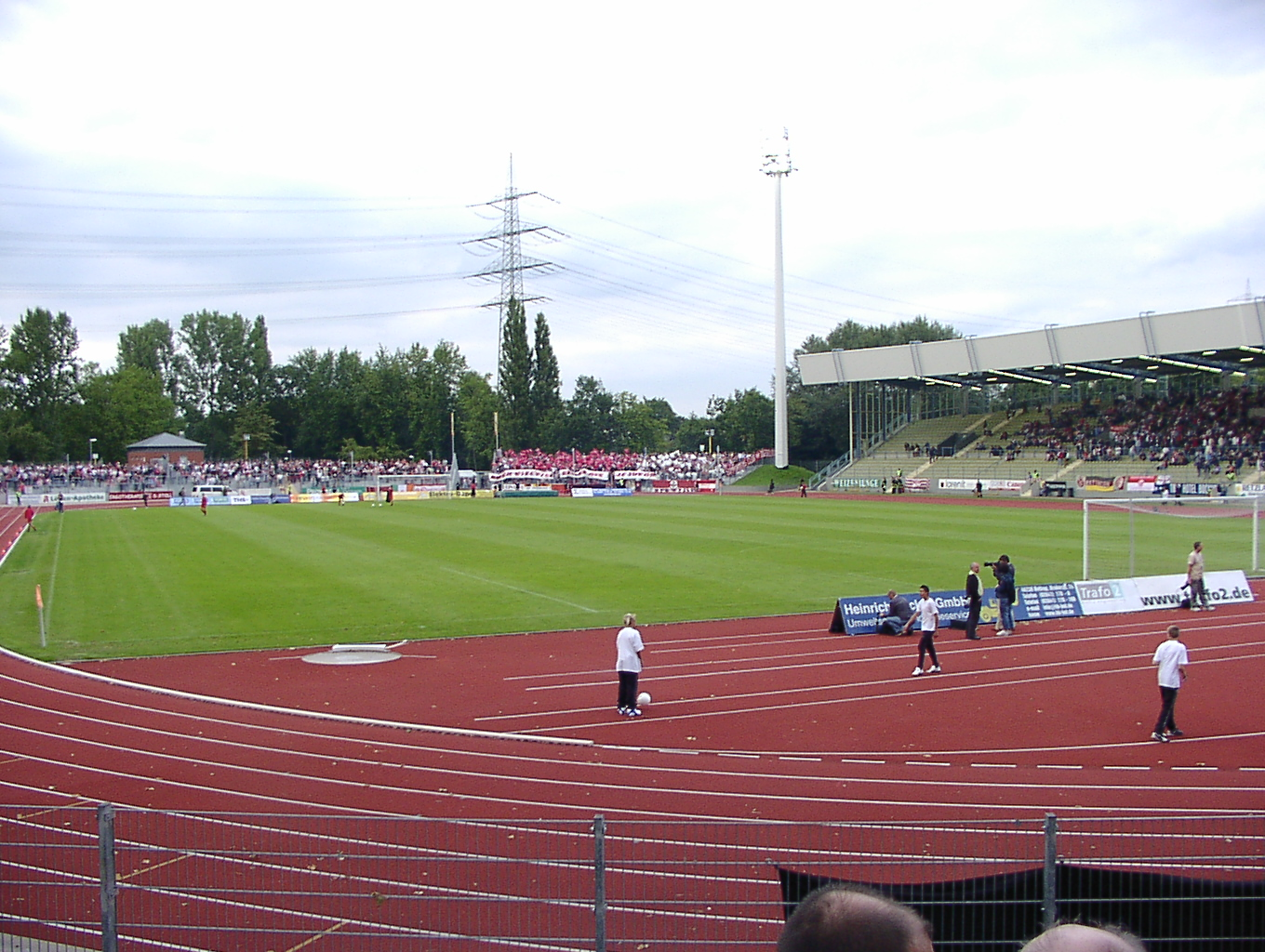
Modernisiertes Lohrheidestadion

Die Jahre zwischen dem Ende des Ersten Weltkriegs und dem Beginn der Hitler-Diktatur waren die Hochzeit des Arbeitersports in Deutschland. Unter dem Dach des Arbeiter-Turn- und Sportbundes trieben viele hunderttausend Menschen Sport, beispielsweise waren 1930 über 140.000 Aktive in mehr als 8.000 Fußballmannschaften organisiert. Die Nachfolgeorganisation des 1893 als Gegenpol zur kaisertreuen Deutschen Turnerschaft gegründeten Arbeiter-Turner-Bundes verstand den Sport als Teil der politischen Erziehung und betonte die Bedeutung von Fairness und Kameradschaft im Sport. Nationalismus war verpönt; Höhepunkt im Arbeitersport waren stattdessen die „Arbeiterolympiaden“, an denen Sportler aus aller Welt teilnahmen.
Trotz seiner vielen Fabriken und Zechen war das Ruhrgebiet zu keiner Zeit eine Hochburg des Arbeitersports im Land. Ein Großteil der Arbeiter des Reviers waren Immigranten aus Polen und vorwiegend katholisch sozialisiert, viele von ihnen traten daher in die bürgerlichen Vereine der Region oder die katholische DJK ein und ließen sich von den sozialdemokratisch oder kommunistisch geprägten Arbeitersportvereinen nicht für ihre Sache gewinnen. Fußball war im Arbeitersport zudem bis 1910 nicht möglich, ähnlich wie die reinen Turnverbände hatte der ATB den Fußball für nicht mit seinen Zielen vereinbar gehalten und auf die Organisation entsprechender Wettbewerbe verzichtet.
Aus diesen Gründen waren die erfolgreichsten Fußballvereine im deutschen Arbeitersport nicht im Revier beheimatet. An den Endspielen zur Bundesmeisterschaft des ATSB nahmen keine Mannschaften aus dem Ruhrgebiet teil, zu stark war die Konkurrenz aus Hamburg, Berlin, Franken oder Sachsen. Dennoch war das Niveau der Arbeitersportvereine im Vergleich zu den Clubs des DFB keineswegs niedrig, immer wieder wurden Spieler durch das Angebot von Arbeitsplätzen oder anderer finanzieller Anreize abgeworben.
Zur Spaltung des Arbeitersports im Land kam es Ende der Zwanziger, nachdem sich SPD und KPD im Zuge der Reichstagswahl 1928 endgültig zerstritten hatten. Der eher sozialdemokratisch geprägte ATSB begann in der Folgezeit, oppositionelle Vereine auszuschließen; nach offiziellen Angaben blieben von den über 400 Vereinen im Bezirk Rheinland-Westfalen 261 im Verband, die übrigen traten der 1929 gegründeten Kampfgemeinschaft für Rote Sporteinheit bei. Diese war stärker politisiert und unterstützte vielerorts offen die politischen Aktionen der KPD. Ab 1932 forderten die immer hitzigeren Auseinandersetzungen zwischen den Rotsportlern und der Polizei auch die ersten Todesopfer, beispielsweise starben im Umfeld der Ruhrspartakiade in Essen zwei Arbeiter bei Zusammenstößen mit der Staatsmacht.
Für beide Verbände kam das Ende mit der Machtergreifung der Nazis 1933. Nach dem Reichstagsbrand Ende Februar wurden zahlreiche Funktionäre der Rotsportler inhaftiert und ermordet, der ATSB wurde vom Reichsausschuss für Leibesübungen ebenfalls verboten. Den Vereinen wurde die Austragung von Spielen untersagt, den Aktiven die Aufnahme in die Clubs des DFB nur unter strengen Auflagen erlaubt. Im Untergrund wurde die illegale Rotsport-Organisation zunächst weitergeführt, ab 1935 waren jedoch alle Beteiligten verhaftet oder umgebracht worden. Nach dem Ende des Zweiten Weltkriegs wurde auf eine Neugründung eines Arbeitersportverbandes verzichtet, organisierter Fußball wurde fortan ausschließlich unter dem Dach des DFB gespielt.

#### Deutsche Jugendkraft
Erfolgreicher als im Arbeitersport waren die Mannschaften des Reviers in der Reichsmeisterschaft der Deutschen Jugendkraft. Drei der vier Endspiele fanden unter Beteiligung Essener Vereine statt; 1921 und 1924 wurde jeweils die DJK Katernberg Reichsmeister (zunächst durch ein 3:2 gegen die DJK Ludwigshafen, drei Jahre später wurde die DJK Offenbach-Bürgel mit 4:2 bezwungen), 1932 war die DJK Adler Frintrop der DJK Sparta Nürnberg mit 2:5 unterlegen.
Die Deutsche Jugendkraft hatte sich 1920 als Dachverband für die katholischen Vereine Deutschlands gegründet und versuchte ähnlich wie der Arbeitersport, ihren Mitgliedern körperliche Ertüchtigung ohne übertriebenes Konkurrenzdenken zu ermöglichen. Üblicherweise wurden die sportlichen Aktivitäten jeder Kirchengemeinde in einer Abteilung der DJK zusammengefasst, so dass gerade der rheinische Teil des Ruhrgebiets aufgrund seiner katholischen Prägung eine Vielzahl der Aktiven des Verbandes stellte. Bis zum Ende der Weimarer Republik hatte sich der Verband zum drittgrößten Sportverband des Landes entwickelt, Fußball wurde von mehr als 80.000 Menschen gespielt.
1933 wurde der Verband zunächst gleichgeschaltet und zwei Jahre später verboten. Nach dem Krieg kam es 1947 zur Neugründung zweier Verbände, die 1961 fusionierten und bis heute als Deutsche Jugendkraft existieren. Anders als in der Weimarer Republik sind die Mannschaften der DJK heute jedoch in den allgemeinen Spielbetrieb des DFB und der anderen Sportverbände integriert.

#### Frauenfußball vor 1970
Unter dem Dach des DFB, aber auch in ausländischen Fußballverbänden, war die Ausübung des Sports durch Frauen viele Jahrzehnte lang nicht möglich; Fußball galt als Männersport und wurde als der weiblichen Natur wesensfremd angesehen. Zwar wurde Frauenfußball in Deutschland durch den Verband erst 1955 offiziell verboten, das Spiel in der Öffentlichkeit galt aber auch zuvor als unschicklich und gesundheitsgefährdend. Ein geordneter Kick war daher auch im Ruhrgebiet kaum möglich, wenn man von den einigen wenigen Arbeitersportvereinen absieht, die wie in Essen oder Herne Frauen in ihren Reihen hatten.
Das Verbot von 1955 war die Antwort auf die Gründung mehrerer reiner Frauenfußballmannschaften, die insbesondere im Ruhrgebiet entstanden waren und deren erste Partien bereits einige Tausend Zuschauer angezogen hatten. Bereits 1951 spielte und trainierte bei Blau-Weiß Oberhausen eine Frauenelf regelmäßig. Die Entscheidung des DFB untersagte den Vereinen nicht nur die Einrichtung von entsprechenden Abteilungen, sondern verbot auch die Nutzung der Sportanlagen sowie das Ausleihen von Schieds- und Linienrichtern. Bundesweite Wellen schlug ein Vorfall, der eine Partie zwischen dem DFC Duisburg-Hamborn und Gruga Essen am 31. Juli 1955 nach zwanzig Minuten abrupt beendete – auf Intervention des Platzeigentümers Hertha Hamborn rückte die Polizei mit einem Überfallkommando an: „… dann wurde der Damen-Fußball liquidiert. Es war diesmal nichts mit der Gleichberechtigung“, witzelte die WAZ am Tag darauf.
Als Konsequenz wurden neue Vereine wie Fortuna Dortmund oder Rhenania Essen gegründet, die sich in eigenen Verbänden organisierten und auf städtische Sportplätze auswichen. Ab 1956 wurde auch mit der Austragung von Länderspielen begonnen; erste Partie war dabei das 2:1 der deutschen Mannschaft vor 18.000 Zuschauern gegen die Niederlande im Essener Mathias-Stinnes-Stadion.
Trotz aller Widrigkeiten wurde der unorganisierte Frauenfußball zu einer Erfolgsgeschichte; bis Ende der 1960er waren etwa 50.000 Spielerinnen im Land aktiv, zudem wurden mehr als 150 Auswahlspiele ausgetragen. Im Ruhrgebiet sahen 1956 laut NRZ „im Schnitt immerhin 5.000 Besucher“ Damenspiele; und viele junge Frauen waren ähnlich fußballbegeistert wie Helga Tönnies, die bis 1960 bei Rhenania Essen spielte, schon mit 17 ihr erstes Länderspiel bestritt und zweimal wöchentlich nach der Schicht in einer Essener Brauerei zum mehrere Kilometer entfernten Trainingsplatz lief. Nach ihrer Hochzeit hörte sie mit dem aktiven Sport zunächst auf, nur um ab 1969 als Helga Nell bei Rot-Weiß Resser Mark erneut die Fußballschuhe zu schnüren und später mit dieser Elf ins Westdeutsche Pokalfinale einzuziehen.
Bereits ab 1963 wurde das Verbot in einigen Vereinen und Untergliederungen des DFB umgangen, ehe es 1970 im Zuge der gesellschaftlichen Veränderungen in Deutschland endgültig beseitigt wurde und der DFB einen regulären Spielbetrieb – wenn auch zunächst mit Sonderregeln, die in den Folgejahren jedoch sukzessive abgebaut wurden – gestattete. Im ersten Endspiel um die Deutsche Fußballmeisterschaft 1974 der Frauen stand dann mit der DJK Eintracht Erle aus Gelsenkirchen auch ein Verein aus dem Ruhrgebiet auf dem Platz, der jedoch dem TuS Wörrstadt mit 0:4 unterlag.

#### Freizeitfußball und Bunte Ligen
Ab den 1970ern entstanden vielerorts in Deutschland unorganisierte Freizeitmannschaften, die sich als Gegenbewegung zur Kommerzialisierung des Sports verstanden und an die Tradition der Anfangszeit des Sports im Land anknüpften. Seitdem existiert auch im Revier eine bunte Mischung von Thekenmannschaften, Betriebssportlern und Straßenmannschaften, die sich zum Teil in eigenen Ligen miteinander messen oder nur gemeinsam auf dem Bolzplatz kicken. Diese Mannschaften eint bei aller Heterogenität, dass sie sich nicht den strengen Regularien des Verbandes unterwerfen, sondern den Spaß am Spiel in den Vordergrund ihrer Aktivitäten stellen.
Prominentestes Beispiel von Fußball abseits des DFB sind heute die Bunten Ligen, die sich seit den Achtzigern vorwiegend in Universitätsstädten gründeten und ihre Mitglieder vor allem im grün-alternativen Milieu besitzen. Diese verbinden ihre Lust am Sport wie im Arbeitersport mit Kritik an den politischen Verhältnissen und insbesondere am DFB.

## Die Fußballgeschichte in den einzelnen Städten des Reviers
Die Bedeutung des Fußballs für die Region lässt sich daran ablesen, wie viele bekannte Vereine mit ihren jeweiligen Facetten das Ruhrgebiet hervorgebracht hat. Der folgende Abschnitt gibt eine kleine Fußballgeschichte in den großen Städten des Ruhrgebiets an und verweist so auf die wichtigsten Clubs des Reviers.

### Westliches Ruhrgebiet
| Erfolgreichster Verein | Erstligaspielzeiten                        | Erfolge                                                                                           |
| ---------------------- | ------------------------------------------ | ------------------------------------------------------------------------------------------------- |
| MSV Duisburg           | Oberliga (11 Jahre), Bundesliga (27 Jahre) | Deutscher Vizemeister 1964, DFB-Pokalfinalist 1966, 1975, 1998 und 2011, UEFA-Cup-Halbfinale 1979 |

#### Duisburg
Duisburg war bis zum Ende der Oberliga West 1963 die Fußballhochburg im Ruhrgebiet schlechthin. Wohl keine andere Stadt dieser Größenordnung hat so viele Erstligisten hervorgebracht wie die Stadt am Rhein, und auch wenn der ganz große Erfolg eines Duisburger Clubs im nationalen Fußball bis heute ausgeblieben ist, sind Vereine wie der Meidericher SV, Hamborn 07 oder der Duisburger SpV landesweit ein Begriff.
Schließlich hat in Duisburg auch der Westdeutsche Fußballverband seinen Sitz, zu dem die Fußball-Landesverbände Niederrhein, Mittelrhein und Westfalen gehören.
Neben dem Duisburger Spielverein als deutscher Vizemeister 1913 war in den Jahren vor dem Ersten Weltkrieg der SC Preußen Duisburg eine der ersten Adressen im niederrheinischen Fußball. Ebenso wie der DSV waren die Preußen ein Verein der Oberschicht, und gemeinsam mit dem Spielverein war Preußen der einzige Verein, der vom Beginn der Meisterschaftsspiele 1902 bis zur kriegsbedingten Aussetzung erstklassig spielte. Größter Erfolg war der Einzug in das Endspiel um die Westdeutsche Meisterschaft 1909, das mit 2:3 nach Verlängerung gegen den FC München-Gladbach verloren ging. Zumeist war der DSC den Lokalrivalen vom Spielverein jedoch unterlegen; nach dem Krieg überholten auch andere Vereine die Preußen, die sich 1929 aus Protest gegen die gängige Prämienpraxis gänzlich von den Meisterschaftsspielen des Westdeutschen Spielverbands zurückzogen.

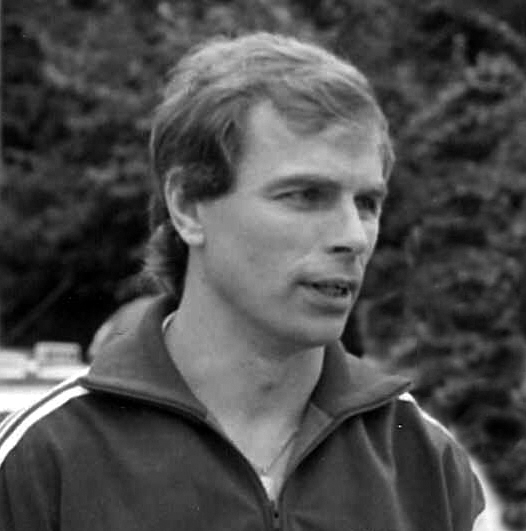
Bernard Dietz – Fußballikone des Ruhrgebiets (Spieler in Duisburg und auf Schalke, Trainer in Bochum)

Ende der Zwanziger machte zunächst der Meidericher SV, der sich 1929 erst im Endspiel um die Westdeutsche Meisterschaft Schalke 04 geschlagen geben musste und auch 1931 und 1932 Bezirksmeister am Niederrhein werden konnte, auf sich aufmerksam. Für die Gauliga konnten sich die Meidericher jedoch nie qualifizieren (auch der Spielverein war während des Dritten Reichs nur für die Dauer einer Spielzeit erstklassig), Gründungsmitglieder aus Duisburg waren Duisburg 99, Hamborn 07 und der DFV 08. Später waren auch der Homberger SV, Union 02 Hamborn, Westende Hamborn und Gelb-Weiß Hamborn Gauligisten, so dass normalerweise drei Clubs aus der Stadt in der ersten Spielklasse vertreten waren. Erfolgreichster Verein dieser Ära war Hamborn 07, das 1933 Zweiter im Westen wurde und danach in allen elf Spielzeiten in der Gauliga vertreten war. 1941/1942 feierten die „Löwen“ ihre einzige Niederrhein-Meisterschaft, schieden in der Endrunde zur deutschen Meisterschaft aber gegen Werder Bremen aus. In der Folgesaison wurde Westende Meister der Gauliga, ein Jahr später konnte die Kriegssportgemeinschaft aus Spielverein und 99 den Titel erringen.
Auch während der Zeit der Oberliga West bildeten die Duisburger Vereine die stärkste Fraktion im westdeutschen Fußball. Zunächst war es wieder Hamborn 07, das als Vierter der Auftaktsaison erste Akzente setzen konnte. Zur Saison 1949/1950 stießen der Spielverein und der FV 08 hinzu, letztere stiegen jedoch direkt wieder in die zweite Liga ab. Dafür erreichte der Meidericher SV zur Saison 1951/1952 erstmals seit 1933 wieder die Erstklassigkeit. Trotz insgesamt vier Vereinen in der Oberliga konnte keine Duisburger Mannschaft Westmeister werden. Am nächsten war noch der Spielverein dem Titel, der 1956/1957 hinter Borussia Dortmund Vizemeister im Westen wurde; sonst waren die Vereine jedoch immer wieder Abstiegskandidaten und mussten mehrfach den Gang in die Zweitklassigkeit antreten. Der Spielverein war zwischen 1951 und 1954 sowie 1963 in die zweite Liga abgestiegen, Meiderich 1955/1956. Hamborn entwickelte sich Mitte der Fünfziger zur „Fahrstuhlmannschaft“ und stieg bis zum Ende des Jahrzehnts regelmäßig auf und ab.
Nur mit Glück erhielt der Meidericher SV – später MSV Duisburg – als Duisburger Vertreter die Aufnahme in die Bundesliga; um den letzten freien Platz stritt sich vor allem Alemannia Aachen mit den Meiderichern. Größter Erfolg des MSV nach 1963 war die Vizemeisterschaft in der Premierensaison, sonst spielte der Verein zumeist im unteren Tabellendrittel. Erstklassig blieb der MSV bis in die Achtziger. Danach erfolgte der Abstieg in die 2. Bundes- und in die Oberliga, seit Anfang der Neunziger pendelt der Verein regelmäßig zwischen Erst- und Zweitklassigkeit.
Die beiden anderen Vereine wurden 1963 in die Regionalliga versetzt, aus der sich 1969 Eintracht Duisburg als Fusionsverein aus Spielverein und 48/99 verabschiedete. Hamborn 07 konnte sich zwei Jahre länger in der Zweitklassigkeit halten, danach blieb der Verein bis Anfang der Neunziger drittklassig. In dieser Zeit fanden die „Nullsiebener“ durch regelmäßige Berichterstattung im TV-Politmagazin Privatfernsehen mit Friedrich Küppersbusch sogar wieder bundesweite Beachtung.
Aktuell sorgt neben dem MSV vor allem der FCR Duisburg als Frauenbundesligist für positive Schlagzeilen. Der FCR ist einer der erfolgreichsten Vereine im Frauenfußball und wurde unter anderem 2000 Deutscher Meister. Zudem wurde der Verein 1998 und 2009 DFB-Pokalsieger, DFB-Hallenpokal-Sieger in den Jahren 1996 und 2000. 2009 gewannen die „Löwinnen“ gegen Swesda 2005 Perm den UEFA Women’s Cup. In den 1980er und frühen 1990er Jahren gehörte der KBC Duisburg zu den stärksten deutschen Vereinen. Die Kasslerfelder holten 1983 den Pokal und zwei Jahre später die Meisterschaft. 1990 gehörte der Club zu den Gründungsmitgliedern der Bundesliga. Nach dem Abstieg aus der Bundesliga 1994 verschwand die Mannschaft von der Bildfläche und die Abteilung wurde aufgelöst.

#### Mülheim
Erfolgreichster Club der Stadt war in den Jahren zwischen den Weltkriegen der VfB Speldorf. Nach Gründung des Vereins im Januar 1919 konnte sich der VfB schnell in den 1920ern im Mülheimer Fußball etablieren. Die erste Mannschaft Speldorfs um den späteren Nationaltorhüter Fritz Buchloh schaffte 1930 dann den Aufstieg in die höchste Spielklasse am Niederrhein, in der sich die Speldorfer bis 1939 hielten. Trotz zweier Teilnahmen an der Aufstiegsrunde zur Gauliga reichte es jedoch nicht zum Aufstieg in die Erstklassigkeit.
1946/1947 wurden der VfB als Mülheimer Stadtmeister für eine Spielzeit erstklassig, im Folgenden spielte der Club aber vorwiegend in der Amateurliga des Fußballverbandes Niederrhein. Größter Erfolg in den 1950ern war der Gewinn der Niederrhein-Meisterschaft 1956, der den Verein bis ins Endspiel um die deutsche Amateurmeisterschaft brachte, in dem die Speldorfer jedoch der Spielvereinigung Neu-Isenburg mit 2:3 unterlagen. In der zweiten Liga konnte sich der Verein auch nur für eine Saison halten.
Nach dem Krieg begann der Aufstieg des 1. FC Styrum (später 1. FC Mülheim) zur ersten Adresse im Mülheimer Fußball. Bereits 1952/1953 waren die Styrumer Niederrhein-Meister geworden, dennoch blieb der Verein im weiteren Verlauf der 1950er und 1960er drittklassig. 1972 stieg der Club dann jedoch in die Regionalliga West auf und konnte sich mit zwei guten Spielzeiten für die neu gegründete 2. Bundesliga qualifizieren. Zu den bekanntesten Spielern dieser Zeit gehörten Holger Osieck (Nationaltrainer und Weltmeister 1990) und Norbert Eilenfeldt (später Arminia Bielefeld und 1. FC Kaiserslautern). Nach dem Abstieg 1976 folgte eine lange Talfahrt des Vereins, die aktuell in der Bezirksliga endete.
Nach vielen Jahren in der Unterklassigkeit wurde in den 1980ern nun wieder der VfB Speldorf zum wichtigsten Verein Mülheims. Sowohl in der Saison 1983/1984 als auch zwischen 2005 und 2008 war der Verein in der Oberliga Nordrhein vertreten. Mit Einführung der NRW-Liga wird der Club in der Saison 2008/2009 jedoch nur noch in der sechstklassigen Niederrheinliga spielen.

#### Oberhausen
Die Fußballgeschichte Oberhausens ist eng mit der Struktur der Stadt verbunden, die 1929 als Zusammenschluss der drei Gemeinden Alt-Oberhausen, Osterfeld und Sterkrade entstand. Zuvor hatten sich in jeder der drei Kommunen Fußballvereine gebildet, die zwar in der höchsten Spielklasse am Niederrhein spielten, jedoch keine überregionalen Erfolge feiern konnten. Aus Alt-Oberhausen ist vor allem die Spielvereinigung Oberhausen-Styrum zu nennen, die bis 1933 durchweg erstklassig spielte. In Osterfeld war zunächst der Spielclub Osterfeld mäßig erfolgreich, in Sterkrade die Spielvereinigung 06/07. Letztere scheiterten 1929 erst im Endspiel um die Niederrhein-Meisterschaft am Meidericher SV.
Anfang der 1930er wurde dann Rot-Weiß Oberhausen als Nachfolgeverein der Spielvereinigung Styrum (im Zuge der Teilung Styrums entstand auf Mülheimer Stadtgebiet der 1. FC Styrum, in Oberhausen wurde Rot-Weiß gegründet) zum wichtigsten Verein der Stadt. Die Rot-Weißen stiegen 1934 in die Gauliga auf, der sie bis 1943 durchgängig angehörten, ohne sich jedoch für Endrunden um die deutsche Meisterschaft zu qualifizieren. Mit Willy Jürissen hatten sie immerhin ebenfalls einen Nationaltorhüter in ihren Reihen.
Nach dem Krieg schaffte neben RWO auch die Spielvereinigung Sterkrade den Aufstieg in die Oberliga West; aus wirtschaftlichen Gründen verzichtete die Spielvereinigung jedoch auf die Einführung des Vertragsspielerstatus und blieb im Amateurbereich. Größter Erfolg in dieser Zeit war die Teilnahme an der Endrunde zur deutschen Amateurmeisterschaft 1955. In Osterfeld schaffte der Ballspielverein von 1956 bis 1960 den Sprung von der Landesliga bis in die zweite Liga und stand 1960 sogar im Endspiel um die Amateurmeisterschaft, das nach einem 1:1 in der ersten Partie mit 0:3 im Wiederholungsspiel gegen Hannover 96 verloren ging. Die Spielzeit in der Zweitklassigkeit beendete der BVO dann allerdings abgeschlagen als Tabellenletzter.
Rot-Weiß blieb bis zur Gründung der Bundesliga immer erst- oder zweitklassig und qualifizierte sich 1963 für die Regionalliga West. 1969 errang RWO dort die Meisterschaft und schafften in den Entscheidungsspielen gegen den Freiburger FC den Aufstieg in die erste Bundesliga. Insgesamt war RWO über vier Spielzeiten in der Bundesliga vertreten, spielte sportlich jedoch nur eine untergeordnete Rolle und sorgte insbesondere durch die Verstrickung in den Bundesliga-Skandal 1970/1971 für eher unangenehme Schlagzeilen; Stürmer Lothar Kobluhn wurde immerhin 1970/1971 Bundesliga-Torschützenkönig. In den folgenden Jahrzehnten stieg der Verein bis in die Viertklassigkeit ab, erst Ende der 1990er gelang dem Club die Rückkehr in den Profibereich, als RWO über mehrere Spielzeiten in der zweiten Bundesliga vertreten war.
In jüngster Zeit hatte RWO als höchstklassiger Oberhausener Verein zwar zwischen 2006 und 2008 den Durchmarsch von der Oberliga in die 2. Bundesliga geschafft, findet sich nach zweimaligem Abstieg 2012/13 jedoch nur noch in der Regionalliga West wieder. Adler Osterfeld war zwischen 1998 und 2005 in der Oberliga Nordrhein vertreten.

#### Kreis Wesel
Vereine aus dem Kreis Wesel erreichten im Gegensatz zu den Vereinen der anderen Ruhrgebiets-Regionen nie die höchsten Spielklassen des deutschen Verbandsfußballs. Zwischen 1959 und 1975 spielte der VfB Lohberg aus Dinslaken in der Verbandsliga, der damals höchsten Amateurspielklasse, und schrammte mehrfach knapp am Aufstieg in die zweite Liga beziehungsweise die Regionalliga West vorbei. Später konnten unter anderem der MSV Moers, die SuS 09 Dinslaken sowie die TuS Xanten kleinere Erfolge mit Teilnahmen an der drittklassigen Amateurliga Nordrhein beziehungsweise der Fußball-Oberliga Nordrhein erzielen. Bei Teilnahmen am DFB-Pokal konnte nur selten die zweite oder dritte Runde erreicht werden, so beispielsweise durch den VfB Lohberg 1962/1963 und die TuS Xanten 1979/1980. Derzeit erfolgreichste Vereine im Kreisgebiet sind die in der fünftklassigen Oberliga Niederrhein antretenden Vereine TV Jahn Hiesfeld und SV Sonsbeck (Stand Saison 2014/15).

### Nördliches Ruhrgebiet
| Erfolgreichster Verein | Erstligaspielzeiten                                            | Erfolge                                                 |
| ---------------------- | -------------------------------------------------------------- | ------------------------------------------------------- |
| FC Schalke 04          | Gauliga (11 Jahre), Oberliga (16 Jahre), Bundesliga (53 Jahre) | UEFA-Pokal 1997, Deutscher Meister (7×), DFB-Pokal (5×) |

#### Gelsenkirchen
Auch wenn der FC Schalke 04 erst in den 1920ern zum bedeutendsten Verein der Stadt wurde, beginnt die Gelsenkirchener Fußballgeschichte in Schalke: 1896 wurde von Schülern des Schalker Gymnasiums der Spiel und Sport gegründet, der im Gründungsjahr gegen den Dortmunder FC von 1895 das erste reguläre Spiel in Westfalen austrug. Auch wenn dieses Spiel ebenso wie das Rückspiel verloren ging, entwickelte sich SuS Schalke schnell zum Vorzeigeverein Gelsenkirchens. Die Qualifikation für die A-Klasse des Westdeutschen Spielverbandes wurde in den Jahren vor dem Krieg dennoch verfehlt, jedoch nahmen die jungen Schalker Arbeiterkinder von Westfalia, dem späteren FC Schalke 04, Anschauungsunterricht beim SuS und seinen zum Teil hochkarätigen Gegnern.

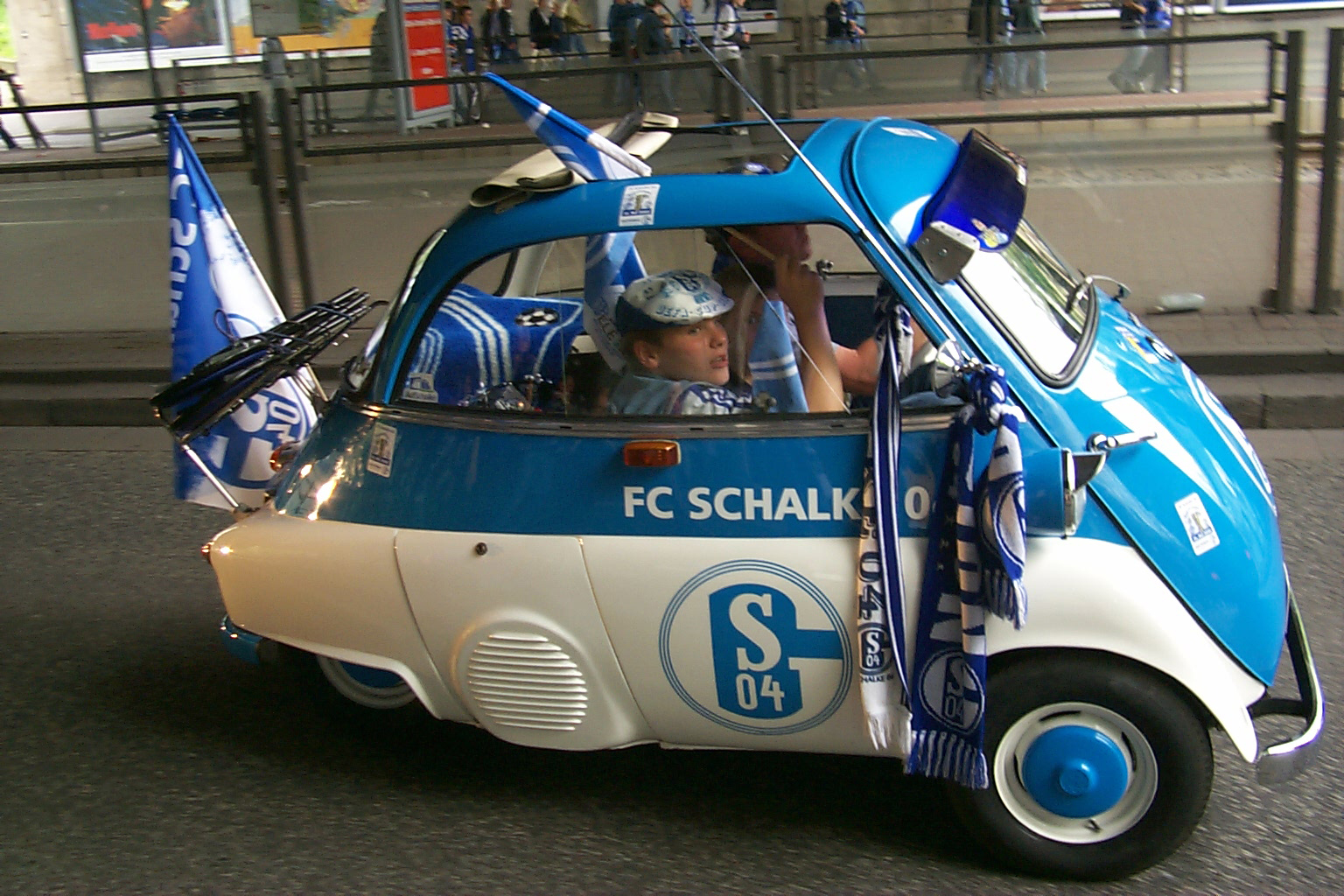
Schalke-Fans

In den Jahren der Weimarer Republik entwickelte sich Gelsenkirchen dann schnell zur Fußballhochburg im mittleren Ruhrgebiet. 1921 wurde der SC Gelsenkirchen 07 Meister der Emscherkreisliga und hinter dem SC Dortmund 95 Zweiter im Ruhrbezirk. Ein Jahr später folgte Union Gelsenkirchen dem Sportclub in die neu gegründete Ruhr-Liga, in der auch Erle 08 und Buer 07 aus den damals noch eigenständigen Gemeinden Erle und Buer vertreten waren. Bis zum Ende des Jahrzehnts schafften zudem noch der STV Horst-Emscher, der SuS Schalke und Schalke 04 den Sprung in die höchste Liga des Ruhrgebiets.
Schalke 04 entwickelte sich schnell zur unangefochtenen Spitzenmannschaft der Stadt, dennoch blieben auch die anderen Mannschaften bis 1945 höchst erfolgreich: Union Gelsenkirchen hatte nicht nur in der Saison 1930/1931, als Schalkes erste Mannschaft suspendiert war, den Titel im Ruhrbezirk erringen können, sondern sich auch in der Spielzeit 1940/1941 für die Gauliga qualifizieren können. Daneben waren auch Erle 08 (1935 bis 1937), der Spielverein Rotthausen (1936 bis 1938), der STV Horst (1942/1943) und Alemannia Gelsenkirchen (ab 1939) in der ersten Liga vertreten.
Nach dem Krieg änderte sich zunächst wenig an den sportlichen Kräfteverhältnissen in der Stadt. Hinter Schalke sorgten Eintracht Gelsenkirchen (als 1950 entstandener Fusionsverein aus Union und Alemannia) und der STV Horst regional für Furore. Erstere blieben über die gesamte Oberligazeit zweitklassig und spielten ab 1963 zunächst in der Regionalliga West, später in der Verbandsliga Westfalen. Horst dagegen schaffte 1947 gemeinsam mit Schalke 04 den Aufstieg in die Oberliga. Mit finanzieller Unterstützung der Zeche Nordstern erreichten sie in den ersten Jahren der neuen Liga zwei dritte und einen vierten Platz und konnten sich so zeitweise vor dem Lokalrivalen aus Schalke positionieren. Dem Abstieg 1954 folgten noch eine Oberliga-Spielzeit (1957/1958) sowie der überraschende Gewinn der deutschen Amateurmeisterschaft 1967 gegen Hannover 96. 1973 fusionierten Eintracht und Horst zum Verein des Gelsenkirchener Südens, die angestrebte Qualifikation für die 2. Bundesliga wurde jedoch weit verfehlt.
Im Frauenfußball konnte der FC Schalke 04 in den späten Siebzigern und frühen Achtzigern einige nennenswerte Erfolge erzielen. Die Mannschaft wurde fünfmal Westfalenmeister und zweimal Westfalenpokalsieger. Sowohl bei der deutschen Meisterschaft als auch im DFB-Pokal war dann aber jeweils in der ersten Runde Endstation. 1987 wurde die Abteilung aufgelöst. Vorher erreichte die DJK Eintracht Erle 1974 das erste Endspiel um die deutsche Meisterschaft im Frauenfußball, unterlag jedoch dem TuS Wörrstadt mit 0:4. Zuletzt war der Erler SV 08 in der Bezirksliga der am höchsten spielende Verein in Gelsenkirchen bis der FC Schalke 04 zur Saison 2020/21 eine neue Frauenabteilung gründete. Dieser gelang es in der Kreisliga startend nach drei Aufstiegen in Folge zur Saison 2024/25 in die Westfalenliga zu gelangen.

#### Herne/Wanne-Eickel

##### Herne
Auch wenn Westfalia Herne als aktuell erfolgreichste Kraft im Herner Fußball nur in der Oberliga kickt, gehört die Stadt in der Mitte des Ruhrgebiets zu den Hochburgen des Sports im Revier. Und es war die Westfalia, die als erster Verein des alten Herne sportlich für Furore sorgen konnte: 1934 stieg der Club vom Schloss Strünkede in die Gauliga Westfalen auf und hielt sich dort bis zum Kriegsende. Zwar waren die Herner nicht in der Lage, Serienmeister Schalke 04 als Titelträger ernsthaft zu gefährden, 1937 gelang ihr allerdings die Vizemeisterschaft.
Nach dem Krieg begann die große Zeit des SV Sodingen. Der Zechenclub schaffte bis 1953 den Aufstieg aus den Niederungen des Amateurfußballs bis in die Oberliga West und avancierte zur Legende des Ruhrgebietsfußball schlechthin. Die „Stars“ der Mannschaft wie Leo Konopczynski, Johann Adamik oder Hans Cieslarczyk stammten aus der unmittelbaren Umgebung der Zeche Mont Cenis und blieben zeit ihres Lebens Fußballer „zum Anfassen“. Die Erfolge Sodingens Mitte der Fünfziger gründeten sich daher auch weniger auf der individuellen Klasse der einzelnen Spieler, sondern auf Zusammenhalt und Leidenschaft. Nach dem Aufstieg wurde der SVS zunächst Vierzehnter und sicherte sich knapp den Klassenerhalt, um in der folgenden Spielzeit bis auf den zweiten Tabellenplatz vorzustoßen und hinter Meister Rot-Weiss Essen die Qualifikationsrunde zur Endrunde um die deutsche Meisterschaft zu erreichen. Nach einem Qualifikationssieg über den SSV Reutlingen 05 stand Sodingen unter den besten Acht und maß sich mit Fußballgrößen wie dem Hamburger SV, dem 1. FC Kaiserslautern und dem BFC Viktoria 1889, wo die Mannschaft einen achtbaren dritten Platz erreichte. Die Teilnahme an der Endrunde zur deutschen Meisterschaft blieb der größte Erfolg der Vereinsgeschichte. Nach dem Abstieg 1959 konnte die Mannschaft zwar noch den direkten Wiederaufstieg schaffen und sich bis 1962 in der Oberliga halten, seitdem spielt der Club nur noch im Amateurbereich und ist aktuell in der fünftklassigen Verbandsliga vertreten.
Westfalia dagegen hielt sich für längere Zeit im Profifußball. Ein Jahr nach dem Rivalen aus dem östlichen Vorort stieg der Club in die Oberliga West auf, der er bis zur Gründung der Bundesliga 1963 angehörte. Größter Erfolg war der Gewinn der Westdeutschen Meisterschaft 1959, als die vergleichsweise junge Herner Mannschaft um Helmut Benthaus, Hans Tilkowski und Alfred Pyka unter anderem den deutschen Meister Schalke 04 hinter sich lassen konnte. Auf nationaler Ebene war der Westfalia jedoch weder 1959 noch im folgenden Jahr, als sie Zweiter im Westen wurde, Erfolg beschieden.
Ab 1963 spielte der Club zumeist zweitklassig und stieg zuletzt 1975 in die 2. Bundesliga auf. Unter Mäzen Eberhard Goldbach, der mittels Westfalia seine Petrolfirma Goldin bundesweit vermarkten wollte, wurde in Herne 1978/1979 dann sogar vom Bundesligafußball geträumt, als viele ehemalige Bundesligakicker ans Schloss Strünkede geholt wurden. Nach dem verpassten Aufstieg erschütterte die Pleite von Goldbachs Firma jedoch die Stadt; Westfalia gab nach dem ersten Spieltag der Saison 1979/1980 seine Lizenz für die zweite Liga zurück und ließ sich in die Amateur-Oberliga zurückstufen. Seitdem pendelt der Verein zwischen der vierten und sechsten Spielklasse und war in der Saison 2008/2009 in der neugegründeten NRW-Liga vertreten.

##### Wanne-Eickel
Im bis 1975 eigenständigen Wanne-Eickel sind es ebenfalls zwei Vereine, die überregionale Erfolge feiern konnten. Vor dem Zweiten Weltkrieg war die SpVgg Röhlinghausen eine der großen Nummern im Ruhrgebietsfußball. 1937 aufgestiegen, hielten sich „die Schwarz-Grünen vom Stratmanns Hof“ bis Kriegsende in der Gauliga Westfalen. Größter Erfolg war der dritte Platz in der Abschlusstabelle 1942/1943 hinter Meister Schalke 04 und dem VfL Altenbögge. Nach dem Krieg musste sich der Verein schnell aus wirtschaftlichen Gründen aus dem höherklassigen Fußball zurückziehen und spielt heute in der Kreisliga A.
Erst Mitte der Siebziger machte ein Verein aus Wanne-Eickel wieder von sich reden: Dank finanzieller Unterstützung des Sponsors Heitkamp stieg der DSC Wanne-Eickel 1978 in die 2. Bundesliga auf und hielt sich für zwei Jahre im Profifußball. Der Abstieg kam jedoch nicht aus sportlichen Gründen; die in der Regel nur knapp 3000 Zuschauer im Sportpark Wanne-Süd rechtfertigten die finanziellen Aufwendungen für Profifußball in der Stadt nicht.

#### Kreis Recklinghausen
Im weitläufigen Kreis Recklinghausen, der vom Niederrhein bis in den Dortmunder Norden reicht, war die 1912 gegründete SpVgg Herten der erste überregional erfolgreiche Verein. Die „Elf vom Katzenbusch“ stieg 1927 in die Westfalenliga auf und qualifizierte sich 1929 nach dem Sieg gegen Arminia Bielefeld als Bezirksmeister für die Endrunde zur Westdeutschen Meisterschaft, in der die Hertener Schalke 04 nur knapp mit 4:5 unterlegen waren. Drei Jahre später war der Meidericher SV Endstation. Nach der erfolgreichen Qualifikation für die 1933 eingerichtete Gauliga Westfalen gehörte der Verein endgültig zu den stärksten Vereinen der Region, auch wenn der 1937 erreichte vierte Platz die höchste Platzierung im Abschlussklassement einer Spielzeit in der Gauliga war. Nach dem Abstieg 1939 kehrte die Spielvereinigung zwei Jahre später in die Gauliga zurück, musste aber in der Folgesaison wieder den Gang in die Zweitklassigkeit antreten. Nach dem Krieg etablierten sich die Hertener in der 2. Liga West, der sie von der Gründung 1947 bis zur Auflösung 1963 angehörten. Mit dem Abstieg aus der Regionalliga West 1964 endete die Zeit des höherklassigen Fußballs in Herten.
Führender Verein der Region wurde nach 1945 die SpVgg Erkenschwick. Bereits 1943 hatte der Club den Aufstieg in die Gauliga geschafft und wurde auf Anhieb Vierter, kriegsbedingt blieb die Spielzeit 1943/1944 aber zunächst die einzige erstklassige Saison der Erkenschwicker. 1947 wurde der Verein dann Gründungsmitglied der Oberliga West und konnte sich dank der wirtschaftlichen Unterstützung durch die Zeche Ewald Fortsetzung in der neuen Spielklasse etablieren. Die erfolgreichste Saison am Stimberg-Stadion war 1949/1950, als die Spielvereinigung Siebter wurde. Prominenteste Spieler dieser Zeit waren Julius Ludorf, Siegfried Rachuba und Horst Szymaniak – Ludorf blieb immer am Stimberg, Rachuba wechselte 1949 als Teil des „100.000-Mark-Sturms“ zu Preußen Münster, Szymaniak ging 1955 zum Wuppertaler SV und später nach Italien. Erkenschwick war in diesem Jahr bereits zweitklassig, 1953 erfolgte der Abstieg aus der Oberliga, der 1957 seine Fortsetzung beim Abstieg ins Amateurlager fand.
An die erfolgreiche Tradition von Clubs aus dem Recklinghäuser Umfeld knüpfte ab 1954 der TSV Marl-Hüls an, der sich als Zechenverein von Auguste Victoria in diesem Jahr (noch als TSV Hüls) die Westfalenmeisterschaft sicherte und mit einem 6:1 über die Spielvereinigung Neu-Isenburg Deutscher Amateurmeister wurde. Auch in der 2. Liga West setzen die Hülser ihre Erfolge fort und schafften 1960 den Aufstieg in die Oberliga. Als einziger Verein der Liga bewarben sich der TSV 1963 allerdings nicht für die Bundesliga und trat freiwillig den Gang in die Regionalliga an, der die Hülser bis 1970 angehörten. Seitdem spielt der Verein in den unteren Amateurklassen.
Ebenfalls in den späten 1950ern und frühen 1960ern waren die Sportfreunde Gladbeck in der zweiten Liga vertreten. Der Aufstieg gelang 1957 nur aufgrund des Verzichts der SpVg Beckum, die nach zwei Entscheidungsspielen westfälischer Meister geworden war. Dort belegten die Sportfreunde durchweg Mittelfeldplätze; 1962/1963 verpassten sie die Qualifikation zur Regionalliga West als Zehnter nur um zwei Zähler. Bis 1965 blieb der Verein Verbandsligist, seitdem spielt der Verein vorwiegend in den Bezirks- und Kreisligen der Region.
Mit dem Aufstieg von 1969 in die Regionalliga begann die zweite große Zeit der Spielvereinigung Erkenschwick. Der Club aus der kleinsten Regionalligastadt der Geschichte spielte bis zur Gründung der 2. Bundesliga Nord 1974 durchgehend in der Regionalliga und konnte sich so für den neuen Unterbau zur Bundesliga qualifizieren. Nach dem Abstieg 1976 kehre die Spielvereinigung 1980 noch einmal in die Zweitklassigkeit zurück, konnte aber nicht genügend Punkte für die Qualifikation zur ein Jahr später gegründeten eingleisigen zweiten Bundesliga sammeln. Seitdem ist der Verein in den höheren Amateurklassen vertreten und spielt aktuell wie der VfB Hüls in der Oberliga Westfalen.
Recklinghausen selbst ist fußballerisches „Niemandsland“. Die großen Vereine der Stadt fusionierten mehrfach miteinander und konnten nie die nötige Anhängerschar hinter sich vereinigen, um das immerhin 30.000 Zuschauer fassende Stadion Hohenhorst zu füllen. Zuletzt spielte der 1. FC Recklinghausen bis 1992 in der Oberliga Westfalen, nach dem Konkurs von 1996 sind die höchstklassigen Vereine der Stadt jedoch nur noch in der Bezirksliga zu finden. Höchstklassiger Verein ist aktuell (2008) der in die Verbandsliga aufgestiegene FC 96 Recklinghausen. Ähnliches ist über Castrop-Rauxel zu sagen: auch diese Mittelstadt im Herzen des Reviers hat nie einen Verein in der jeweils höchsten deutschen Spielklasse besessen. Am bekanntesten ist noch SV Castrop 02, (nach einer Fusion im Jahre 1962 mit SG Erin 11 zu SG Castrop) aus dem mit Alfred Niepieklo immerhin ein späterer, zweifacher deutscher Meister hervorging. Arminia Ickern gewann 1952 die Westfalenmeisterschaft der Amateure. Der bekannteste Fußballer aus den Reihen dieses Vereins ist Klaus Fichtel. Die Hochzeit des Castroper Fußballs waren wie in vielen Ruhrgebietsstädten die 1950er, als drei Castroper Mannschaften (neben Castrop 02 und Arminia Ickern noch der VfB Habinghorst) in der Verbandsliga spielten.
Im Frauenfußball konnte der FFC Flaesheim-Hillen aus Haltern am See zwei Jahre lang Bundesligaluft schnuppern. 2001 belegte die Mannschaft den fünften Platz und erreichte das Finale des DFB-Pokals. Trotz einer 1:0-Halbzeitführung unterlagen die Flaesheimerinnen mit 2:1 gegen den 1. FFC Frankfurt. Der Verein litt in der Folge unter finanziellen Schwierigkeiten, so dass man mit dem FC Schalke 04 über eine Lizenzübertragung verhandelte. Als dies scheiterte, musste der Verein Insolvenz anmelden.
Aktuell ist der SV Zweckel aus Gladbeck als Oberligist der sportlich erfolgreichste Verein des Kreises.

### Mittleres Ruhrgebiet
| Erfolgreichster Verein | Erstligaspielzeiten                                          | Erfolge                                |
| ---------------------- | ------------------------------------------------------------ | -------------------------------------- |
| Rot-Weiss Essen        | Gauliga (6 Jahre), Oberliga (13 Jahre), Bundesliga (7 Jahre) | Deutscher Meister 1955, DFB-Pokal 1953 |

#### Bottrop
Der bedeutendste Fußballverein Bottrops ist der VfB, der zwischen 1920 und 1970 für viele Jahre zweitklassig war und heute in der siebtklassigen Bezirksliga spielt. Der Club gilt als „ewiger Zweiter“, da er über viele Jahre hinweg zu den spielstärksten Vereinen der zweiten Liga beziehungsweise der Regionalliga gehörte und dennoch nie – sieht man einmal von der Zeit in der Gauliga Niederrhein zu Beginn der Zwanziger und zwischen 1931 und 1933 ab – den Sprung in die Erstklassigkeit schaffte.

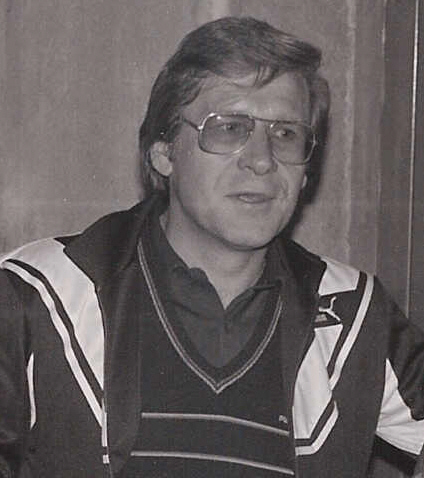
Diethelm Ferner – Jugendfußball in Bottrop, später Spieler in Essen und Trainer auf Schalke

Gegründet wurde der VfB durch die Fusion der Fußballer vom BV 04 mit dem eher bürgerlichen Verein Turn- und Volksspiele Bottrop im Jahr 1919. Unter der Regie des Mittelläufers Raimond Zwinz, der zuvor aus Nürnberg ins Ruhrgebiet übergesiedelt war, machte sich der neue Verein schnell einen Namen und schaffte pünktlich zur Einweihung des Jahnstadions 1923 den Aufstieg in die Gauliga. Nach dem schnellen Abstieg konnte der VfB erst 1931 wieder erstklassig spielen; mit der Neustrukturierung des Ligensystems endete zwei Jahre später jedoch die Zeit in der ersten Liga. Der Bezirksklasse als Unterbau zur Gauliga gehörte der Club bis zum Ende des Kriegs an, da er sich im Aufstiegskampf regelmäßig der Konkurrenz der Industrie- und Zechenvereine Westfalens geschlagen geben musste.
Auch ab 1945 änderte sich für die Anhänger des Vereins wenig: Obwohl der VfB regelmäßig zu den stärksten Vereinen seiner Klasse gehörte, wurde der Aufstieg in die jeweils erste Liga jedes Jahr verfehlt. Zwischen 1951 und 1963 spielte der VfB Bottrop durchgängig in der 2. Liga West; trotz mehrerer Herbstmeisterschaften wurde der zum Aufstieg in die Oberliga nötige zweite Tabellenplatz nie erreicht. 1952 scheiterte man noch im Aufstiegsspiel an der SpVgg Erkenschwick, unter Trainer Willi Multhaup, der ab 1954 beim VfB tätig war, verhinderten drei dritte Plätze in Folge den Aufstieg. 1955 war man dem Rheydter Spielverein im letzten Punktspiel mit 1:2 unterlegen, ein Jahr später wurde der zweite Platz durch ein 0:2 bei Absteiger VfB 03 Bielefeld verspielt. Nach der dritten Enttäuschung 1957 verließ Multhaup den Club, der in der Folge eher im Abstiegskampf zu finden war und bezeichnenderweise erst 1963 die Meisterschaft in der zweiten Liga gewinnen konnte. Aufgrund der Einführung der Bundesliga blieb der Verein jedoch zweitklassig und wurde nur in die neu gegründete Regionalliga West eingegliedert.
Dort entwickelte sich der VfB Bottrop zur „Fahrstuhlmannschaft“; in den folgenden sieben Jahren stieg der Verein viermal ab und dreimal auf. Nach 1969 blieb der Verein noch für viele Jahre in Verbands- und Oberliga vertreten, erreichte aber nicht wieder den Bereich des Vertragsfußballs und verschwand ab 1986 in den Niederungen des Amateurfußballs.
In jüngerer Vergangenheit war der VfB Kirchhellen aus dem 1975 eingegliederten Stadtteil Kirchhellen der erfolgreichste Club der Stadt. Nach Jahrzehnten in den unteren Klassen des westfälischen Amateurbereichs gelang dem VfB zwischen 1991 und 1998 der Aufstieg von der Bezirks- bis in die Oberliga, in der die erste Mannschaft bis 2001 spielte. Nach dem Abstieg wurde jedoch auch der VfB Kirchhellen bis in die Kreisliga durchgereicht.

#### Essen
Als erster Verein in Essen gründete sich 1899 in Huttrop der Essener SV 99, der bereits zu Beginn des 20. Jahrhunderts regionale Erfolge feiern konnte. Erfolgreichste Spielzeit in der Vereinsgeschichte war die Saison 1902/1903, die den Club bis in die Endrunde zur Westdeutschen Meisterschaft führte. Bis zum Ende der Weimarer Republik spielte der Verein erstklassig, blieb in der lokalen Bedeutung jedoch schnell hinter dem Essener Turnerbund zurück.
Der ETB, dessen Spielabteilung sich im Rahmen der reinlichen Scheidung zwischen den Turnern und den übrigen Sportarten Mitte der 1920er Jahre als SC Schwarz-Weiß Essen abspaltete, und der seit der Wiedervereinigung beider Vereine 1937 seinen heutigen Namen ETB Schwarz-Weiß Essen trägt, hatte seine Heimat in Bredeney im Süden der Stadt und entstammte wie der ESV dem bürgerlichen Milieu. Gegründet wurde der Turnerbund 1881, die Fußballabteilung entstand 1900 und nahm seit 1902 an den westdeutschen Meisterschaftsspielen teil. Größter Erfolg vor dem Ersten Weltkrieg war die Teilnahme am Entscheidungsspiel um die Westdeutsche Meisterschaft im April 1912, das mit 1:2 gegen den Kölner BC 01 verloren wurde. Auch nach dem Krieg qualifizierten sich die Mannen vom Uhlenkrug mehrfach für die Endrunde zur Westdeutschen Meisterschaft, konnten diese jedoch nie gewinnen. Auch die Endrunde zur deutschen Meisterschaft wurde regelmäßig knapp verfehlt, nur 1925 hatte sich Schwarz-Weiß als Zweiter im Westen qualifizieren können, schied jedoch mit 1:3 gegen den FSV Frankfurt aus.

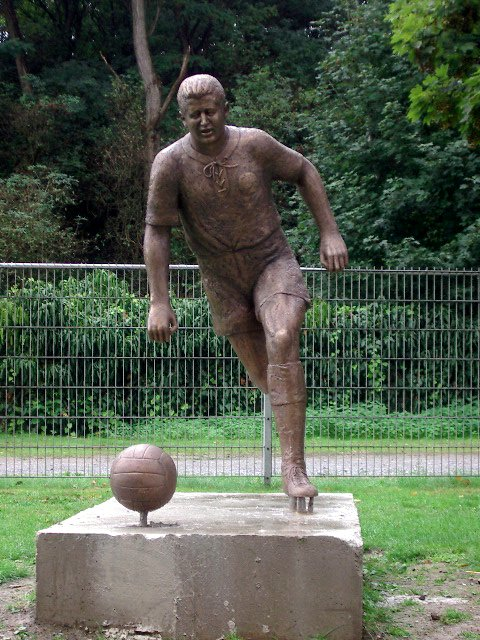
Helmut-Rahn-Statue – 1951 bis 1959 bei RWE

1926 war das erfolgreichste Jahr in der Vereinsgeschichte des BV Altenessen 06, der nicht nur vor Schwarz-Weiß den Titel in der Ruhrbezirksmeisterschaft gewann, sondern als Vizemeister in Westdeutschland auch die Endrunde zur deutschen Meisterschaft erreichte, in der die Altenessener jedoch in der ersten Runde ausschieden.
Mit dem Ende der 1920er Jahre endete die erste große Zeit von Schwarz-Weiß Essen, und auch die anderen Vereine der Stadt zählten in den Jahren des Nationalsozialismus nicht zu den großen Adressen in Deutschland. Zwar blieb der ETB bis zum Ende der Saison 1942/1943 als Mitglied der Gauliga Niederrhein erstklassig, bis auf drei Vizemeisterschaften wurden jedoch keine Titel errungen. Auch der Aufstieg der drei großen Vereine aus dem Essener Norden, dem TuS Helene, den Sportfreunden Katernberg und Rot-Weiss Essen, in die Gauliga führte zunächst zu keinen wesentlichen Erfolgen, einzig Helene konnte sich 1942 als Titelträger des Niederrheingaus für die Endrunde zur deutschen Meisterschaft qualifizieren.
Nach dem Zweiten Weltkrieg begann auch in Essen bereits im Herbst 1945 wieder der reguläre Spielbetrieb, der in der ersten Saison aus Stadtteilmeisterschaften bestand. Nach dem Spieljahr 1946/1947 in der Ruhrbezirksliga konnten sich die Sportfreunde Katernberg als Meister für die Oberliga West qualifizieren, in der sie bis zum Ende der Saison 1954/1955 verblieben. Den Sportfreunden erging es dabei nicht anders als den meisten anderen Zechenvereinen des Reviers, die speziell in den Jahren nach Kriegsende ihre größten sportlichen Erfolge feiern konnten, ab Mitte der 1950er jedoch an Bedeutung verloren.
Ein Jahr nach den Sportfreunden Katernberg stieg auch Rot-Weiss Essen erneut in die höchste deutsche Spielklasse auf und entwickelte sich unter dem Mäzen und Ehrenvorsitzenden Georg Melches schnell zu einem der finanzstärksten Vereine im Westen. Im Sommer 1951 wechselten die späteren Nationalspieler Fritz Herkenrath und Helmut Rahn zum Club aus Bergeborbeck; bereits in der folgenden Saison gewann RWE die Meisterschaft in der Oberliga West und erreichte die Endrunde zur deutschen Meisterschaft. Ein Jahr später konnte der DFB-Pokal an die Hafenstraße geholt werden, zwei Jahre später feierte Rot-Weiss Essen den Gewinn der bisher einzigen deutschen Meisterschaft.
Auch der ETB Schwarz-Weiß spielte längere Zeit in der Oberliga und feierte 1959 mit dem Gewinn des DFB-Pokals den größten Erfolg der langen Vereinsgeschichte. Dennoch begann spätestens zur Saison 1960/1961 der Niedergang des Essener Fußballs. Schwarz-Weiß stieg zum letzten Mal aus der Oberliga ab, ein Jahr später folgte Rot-Weiss der Mannschaft vom Uhlenkrug in die 2. Liga West. Beide Vereine waren entsprechend nicht mit von der Partie, als 1963 die Bundesliga gegründet wurde, und mussten mit der Zweitklassigkeit in der Regionalliga West vorliebnehmen.
Während RWE mehrfach den Aufstieg in die Bundesliga schaffte (zuletzt stieg die Mannschaft von der Hafenstraße 1977 in die Zweitklassigkeit ab) und bis 2007 noch in der 2. Bundesliga aktiv war, ist Schwarz-Weiß seit vielen Jahren nur noch Viert- oder Fünftligist. Nach der Auflösung der Regionalliga West 1974 war der ETB noch bis 1978 in der neu gegründeten 2. Bundesliga Nord vertreten, seitdem ist der Verein überregional nicht mehr in Erscheinung getreten. Zwischen 2011 und 2022 spielte Rot-Weiss Essen in der viertklassigen Regionalliga West und schaffte in der Saison 2021/2022 den langersehnten Aufstieg in die 3. Liga und damit die Rückkehr in den Profi-Fußball nach 14 Jahren. In den 2010er-Jahren spielte auch zeitweise der FC Kray in der Regionalliga West, während Schwarz-Weiß seit 2008 nur noch in der fünftklassigen Oberliga Niederrhein spielt. Außerdem hat sich mittlerweile die Frauenmannschaft der SGS Essen als erste Mannschaft Essens in der Frauen-Bundesliga etabliert.

### Südliches Ruhrgebiet
| Erfolgreichster Verein | Erstligaspielzeiten                                          | Erfolge                                                    |
| ---------------------- | ------------------------------------------------------------ | ---------------------------------------------------------- |
| VfL Bochum             | Gauliga (7 Jahre), Oberliga (7 Jahre), Bundesliga (34 Jahre) | Pokalfinalist 1968 und 1988, zweimalige UEFA-Cup-Teilnahme |

#### Bochum/Wattenscheid

##### Bochum
Die Geschichte des Fußballs in Bochum besitzt im Vergleich zu den anderen Städten des Ruhrgebiets nur wenige Höhepunkte; nationale Erfolge konnten nicht errungen werden, und auch regionale Ausrufezeichen sind selten gesetzt worden.
Bis zur Mitte der 1930er war der SV Langendreer 04 der erfolgreichste Club der Stadt. 1920 als Fusionsverein entstanden, gehörte die Mannschaft zehn Jahre lang der Gauliga an, konnte jedoch keine Titel erringen. Nach dem Krieg feierte der SVL seinen größten Erfolg im Jahr 1957, als im Pokal der amtierende Deutsche Meister Borussia Dortmund besiegt werden konnte.
Der Aufstieg des VfL Bochum zur wichtigsten Fußballmannschaft Bochums begann 1938, als der TuS Bochum 08 (der bereits seit 1919 einen Sportplatz an der Castroper Straße besaß, wo heute das heimische Stadion des VfL steht) mit dem TV 1848 und Germania Bochum zum neuen Verein für Leibesübungen zwangsfusioniert wurde. Nach dem Zweiten Weltkrieg war der Verein für insgesamt sieben Spielzeiten Mitglied der Oberliga West, hatte sich 1963 jedoch nicht für die Bundesliga qualifizieren können. Unter Präsident Ottokar Wüst wurde in den späten 1960ern mit Macht der Aufstieg in die höchste deutsche Spielklasse in Angriff genommen; neben der Verpflichtung von Trainer Hermann Eppenhoff war der Bau des Ruhrstadions ein wichtiger Schritt hin zur Etablierung des VfL im Profifußball.
Nach dem Aufstieg in die Bundesliga 1971 (zuvor hatte man sich bereits 1968 für das Pokalfinale qualifizieren können) konnte sich der VfL 22 Jahre lang in der Bundesliga halten, blieb aber ohne Titelgewinne in Meisterschaft oder DFB-Pokal. Nach dem ersten Abstieg 1993 entwickelte sich der VfL dann zu einer „Fahrstuhlmannschaft“, sieben Aufstiegen stehen ebenso viele Abstiege gegenüber. Jedoch wurde auch zweimal die Teilnahme am UEFA-Cup erreicht, 1997 und 2004 wurde der VfL jeweils Fünfter in der Bundesliga.
Abgesehen vom VfL und Langendreer 04 sind heute nur die DJK TuS Hordel und der SV Vorwärts Kornharpen leidlich erfolgreiche Vereine; beide Clubs haben in den vergangenen Jahren mehrfach in der damals viertklassigen Oberliga gespielt.

##### Wattenscheid

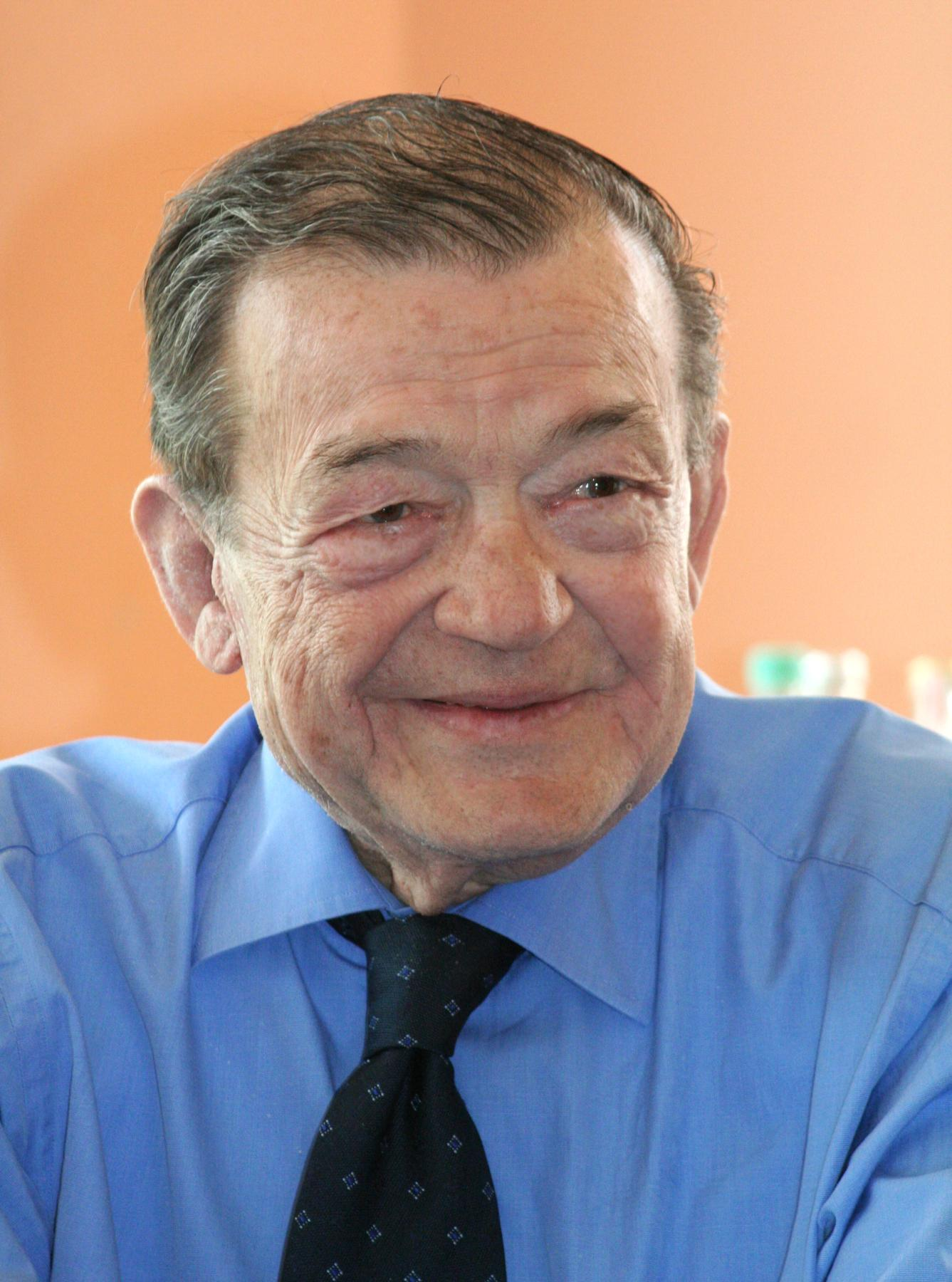
Klaus Steilmann, 2007

In der Frühzeit des Fußballs in Deutschland war der SV Höntrop der bedeutendste Verein der bis 1975 eigenständigen Stadt. 1926 als Fusionsverein gegründet, waren die Höntroper über viele Jahre in der Gauliga erfolgreich und belegten sogar zweimal (1934 und 1935) den zweiten Platz in der Abschlusstabelle hinter dem vielfachen Deutschen Meister FC Schalke 04. Nach dem Krieg spielte der Club noch in der Saison 1950/1951 in der neu gegründeten Amateuroberliga Westfalen mit, stieg jedoch direkt ab und ist seither nur noch unterklassig vertreten.
Nach dem Abstieg der Höntroper aus der Amateuroberliga begann der Aufstieg der beiden Vereine aus Günnigfeld, namentlich der Union und der DJK Westfalia. Beide Vereine, die mittlerweile zum VfB Günnigfeld fusionierten, waren im Amateurfußball erfolgreich, Union verpasste 1957 nur knapp den Aufstieg in die 2. Liga West, Westfalia erreichte in der Deutschen Jugendkraft in den 1960ern mehrfach den Titel des Verbandsmeisters.
Der Aufstieg der SG Wattenscheid 09 zum wichtigsten Fußballverein der Stadt begann Mitte der 1950er, als der Unternehmer Klaus Steilmann aus Berlin nach Wattenscheid übersiedelte und als Mäzen und Präsident der SG 09 begann. Nach dem Aufstieg der Schwarz-Weißen in die Regionalliga West im Sommer 1969 begann der Ausbau des Lohrheidestadions, das zuvor dem Lokalrivalen Rot-Weiß Leithe gehört hatte, zudem etablierten sich die 09er im Profifußball. Größter Erfolg des Vereins war zweifellos der Aufstieg in die Bundesliga, der der Club von 1990 bis 1994 angehören konnte. Damals begeisterte die Mannschaft um Uwe Tschiskale und Souleyman Sané mit frischem Offensivfußball und stieg 1993 – sehr zur Freude der vielen Wattenscheider Lokalpatrioten – sogar zum höchstklassigen Verein der Stadt Bochum auf, als der VfL den bitteren Gang in die zweite Liga antreten musste. Seitdem ging es jedoch sportlich und finanziell bergab; nach dem Ausstieg Steilmanns als Mäzen wurde der Verein bis in die Verbandsliga durchgereicht. In der Saison 2008/2009 war die SGW Gründungsmitglied der NRW-Liga.
Die Frauen der SG Wattenscheid 09 schafften 1994 den Aufstieg in die Frauen-Bundesliga. Nach dem sofortigen Wiederabstieg gehörte der Verein viele Jahre lang der damals zweitklassigen Regionalliga an und qualifizierte sich 2004 für die neue 2. Bundesliga. In den beiden bisherigen Spielzeiten belegte die Mannschaft jeweils den vierten Platz; im Sommer 2007 folgte der erneute Aufstieg in die Bundesliga.

#### Ennepe-Ruhr-Kreis
Mit Ausnahme des VfL Witten, der 1947/1948 in der ersten Spielzeit der neu gegründeten Oberliga West Tabellenletzter wurde, konnte sich kein Verein aus der Region am südlichen Rand des Ruhrgebiets für die ersten beiden Ligen qualifizieren. Die Wittener profitierten dabei von der guten Jugendarbeit, die im Verein bereits vor dem Zweiten Weltkrieg erfolgreich betrieben wurde; die Mannschaft, die in der Hinrunde der Saison 1946/1947 Herbstmeister der Landesliga Westfalen wurde, bestand fast ausschließlich aus „Wittener Jungs“. Nach der Episode in der Oberliga und den beiden folgenden Jahren in der Zweitklassigkeit konnte der Verein jedoch nie wieder an die Erfolge der unmittelbaren Nachkriegszeit anknüpfen.
In den Sechzigern und Siebzigern feierte TuS Hattingen mit insgesamt sechs Spielzeiten in der Verbandsliga als höchster westfälischer Amateurklasse seine größten Erfolge. Der Fusionsclub war 1945 aus insgesamt neun Vereinen entstanden, nachdem die britische Besatzungsmacht 1945 nur einen Gesamtverein in Hattingen gestattet hatte. Der Aufstieg von 1969 stand am Ende einer steilen Entwicklung des Vereins, der erst 1958 aus der Kreisliga aufgestiegen war und sich sukzessive einen Namen in Westfalen machte. Nach dem Abstieg 1975 ging es ähnlich schnell wieder bergab; bereits 1977 war wieder die Kreisliga A erreicht; heute spielt der Verein in der Bezirksliga.
Praktisch zeitgleich mit dem Absturz Hattingens begann die große Zeit des VfL Gevelsberg, der 1976 den Aufstieg in die Verbandsliga sicherstellen konnte. Siegtorschütze im entscheidenden Spiel gegen die SG Castrop war Jugendspieler Joachim Benfeld, der später zum FC Bayern München wechselte und 1988 mit dem KV Mechelen Europapokalsieger wurde. 1978 qualifizierte sich der VfL als Dritter für die neu gegründete Amateur-Oberliga Westfalen und stand 1980 kurz vor dem Aufstieg in die 2. Bundesliga. Nach Rang zwei 1981 folgte im Folgejahr der Abstieg in die Verbandsliga, der der Club für elf Jahre angehörte. 1991 wurde erneut die Oberliga erreicht, vier Jahre später erfolgte der erneute Abstieg. Hochverschuldet wurde der Verein bis in die Kreisliga A durchgereicht. Zu Saisonbeginn 2005/2006 fusionierte der VfL mit dem Lokalrivalen Sportfreunde Eintracht Gevelsberg. Der Nachfolgeclub FSV Gevelsberg spielt in der Saison 2007/2008 in der Bezirksliga.
Aktuell ist die TSG Sprockhövel die stärkste Mannschaft der Region; nach mehreren Spielzeiten in der Oberliga ab 2000 ist der Verein nun in der Westfalenliga aktiv.

#### Hagen
Der Fußball in Hagen wird von zwei Vereinen dominiert, von denen der SSV Hagen als Nachfolgeverein des ehemaligen Gauligisten Deutscher SC der erfolgreichere ist. Gegründet wurde die Fußballsparte des Clubs 1905 als Hagener FC, 1933 wurde der Verein nach dem von den Nationalsozialisten erzwungenen Zusammenschluss mit Hagen 11 zum DSC. Dessen erste Mannschaft war Gründungsmitglied der Gauliga Westfalen, wo sie 1934 als Sechster ihr bestes Ergebnis erzielte. Ein Jahr später erfolgte der Abstieg in die Bezirksklasse, in der sie abgesehen vom erneuten Intermezzo in der Gauliga 1940/1941 bis Kriegsende vertreten war.
Nach dem Krieg trennten sich die beiden Fusionsclubs wieder; Hagen 11 wurde unter dem alten Namen selbständig, der Restverein firmierte von nun an als SSV Hagen. 1950 gelang den Fußballern der Aufstieg in die damals zweigleisige 2. Liga West, mit der Vereinigung beider Liga zur Spielzeit 1952/1953 stieg der Verein jedoch in die dritte Spielklasse ab. 1960 wurde der SSV Meister seiner Verbandsligastaffel, stieg aber nur nach Verzicht des Westfalenmeisters BV Selm, der die Hagener in den Entscheidungsspielen um den westfälischen Titel besiegen konnte, erneut in die zweite Liga auf. Als Fünfzehnter musste der Verein jedoch direkt wieder absteigen und verpasste später auch die Qualifikation für die neu gegründete Regionalliga West. In diese stieg der SSV Hagen erst 1966 auf; trotz eines Zuschauerschnitts von fast 7000 Zuschauern im Ischelandstadion wurde der Klassenerhalt jedoch knapp verfehlt. In der Folgezeit spielte die erste Mannschaft zumeist in den westfälischen Verbands- und Landesligen, 1988 löste sich der Verein aus finanziellen Gründen auf. Die Fußballsparte wurde erst 1993 neu gegründet, hat sich jedoch schnell wieder in den höheren Bereichen des Amateurfußballs etabliert und ist aktuell Landesligist.
In den Neunzigern entwickelte sich der Hasper SV zu einem ernsthaften Anwärter auf den Aufstieg in die Regionalliga West; nach dem Aufstieg in die Oberliga vom Sommer 1994 platzierte sich der Verein viermal unter dem besten Fünf und wurde 1997 Vizemeister hinter den Sportfreunden Siegen. Nach dem Abstieg 1999 spielte der Verein mehrere Jahre in der Verbandsliga und ist nun gemeinsam mit dem Lokalrivalen vom SSV wieder in der Landesliga vertreten.

### Östliches Ruhrgebiet
| Erfolgreichster Verein | Erstligaspielzeiten                                           | Erfolge |
| ---------------------- | ------------------------------------------------------------- | --- |
| Borussia Dortmund      | Gauliga (8 Jahre), Oberliga (16 Jahre), Bundesliga (54 Jahre) | Champions League und Weltpokal 1997, Europapokal der Pokalsieger 1966, Deutscher Meister (8×), DFB-Pokal (5×) |

#### Dortmund
Der Fußball in Dortmund wird seit vielen Jahrzehnten von der Borussia dominiert, die nach dem Ende des Zweiten Weltkriegs zur deutschen Spitzenmannschaft avancierte. Vor dem Krieg, jedoch auch in den späten 1940ern und 1950ern, haben aber auch weitere Vereine der Stadt regionale und überregionale Erfolge feiern können.
Wichtigster Verein in Dortmund war zu Beginn des 20. Jahrhunderts der Dortmunder Fußball-Club 1895, der sich am 10. Mai 1895 als einer der ersten Fußballvereine des Ruhrgebiets gründete. Im Gegensatz zur Borussia und vielen anderen Clubs der Stadt stammte der DFC jedoch aus dem Dortmunder Süden, einem eher bürgerlichen Wohngebiet. Gemeinsam mit dem BV 04, mit dem man 1913 zum Dortmunder SC 95 fusionierte, sorgte man für die ersten Erfolge Dortmunder Vereine auf überregionaler Ebene; vor dem Ersten Weltkrieg spielte der Ballspielverein mehrfach um die Westdeutsche Meisterschaft, 1921 wurde der Fusionsverein Ruhrgaumeister und erreichte das Endspiel um eben jenen Titel.
Vor dem Aufstieg des BVB in die Gauliga 1936, zum Teil aber auch noch danach, stritten mehrere Clubs um die Vorherrschaft im Dortmunder Fußball. Neben dem DSC, der nach der Gründung der Gauliga 1933 aus politischen Gründen und ohne sportliche Qualifikation erstklassig wurde, waren der VfL Hörde (1932 konnten die Hörder als erster Dortmunder Verein dem FC Schalke 04 eine Niederlage zufügen), Alemannia Dortmund (der in den 1920ern regelmäßig vierstellige Zuschauerzahlen verzeichnen konnte) sowie der TBV Mengede (1939 verpasste der TBV nur aufgrund einer 1:3-Heimniederlage gegen den VfB 03 Bielefeld den Aufstieg in die Gauliga) wichtige Rivalen der Borussia.

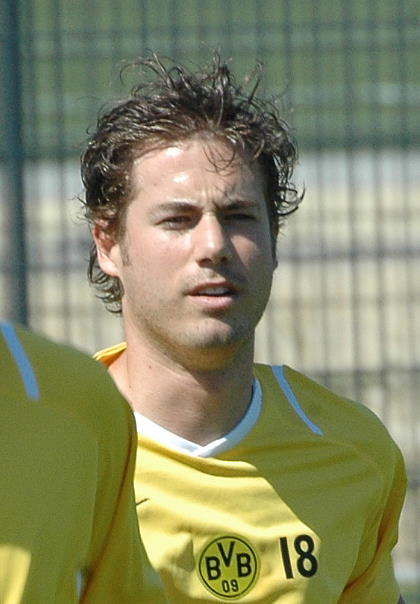
Der frühere Dortmunder Mittelfeldspieler Lars Ricken

Am erfolgreichsten war zu dieser Zeit jedoch die Mannschaft von Arminia Marten, die 1937 den Aufstieg in die Gauliga schaffte und erst 1941 wieder den Gang in die Zweitklassigkeit antreten musste. Bis heute gelten ein torloses 0:0 in der Saison 1938/1939 gegen den späteren deutschen Meister Schalke 04 sowie ein 10:0 gegen den BVB zwei Jahre später als die wichtigsten Erfolge der Vereinsgeschichte.
Nach dem Zweiten Weltkrieg hatte sich zunächst neben der Borussia nur der TBV Mengede für die höchste westfälische Spielklasse qualifizieren können, nach dem Abstieg 1950 verschwand der Verein jedoch in den unteren Klassen des Amateurbereichs. Stattdessen begann die große Zeit des Hombrucher FV 09, das 1949 in die 2. Liga West aufstieg und im Jahr darauf nur knapp den Aufstieg in die Oberliga verpasste. In den folgenden Spielzeiten etablierte sich die Mannschaft im Amateurfußball und gewann 1958 die deutsche Amateurmeisterschaft durch ein 3:1 gegen den ASV Bergedorf 85. Auch nach Gründung der Bundesliga blieb Hombruch 09 ein wichtiger Vertreter Dortmunds im deutschen Fußball; erst nachdem 1970 am letzten Spieltag durch eine 2:3-Niederlage bei Westfalia Herne der Aufstieg in die Regionalliga West verpasst wurde, begann der langsame Abstieg des Clubs.
Seitdem sind Erfolge Dortmunder Clubs im deutschen Amateurfußball rar gesät; mit Ausnahme von DJK Hellweg Lütgendortmund, das in den 1980ern drittklassig war, und des VfR Sölde, der in den 1990ern mehrere Jahre lang in der Amateur-Oberliga spielte und nur knapp am Aufstieg in die 2. Bundesliga scheiterte, sorgen die Vereine der Stadt abseits der Erfolge der Borussia nur noch durch ihre herausragende Jugendarbeit für Furore. Zu nennen ist neben dem TSC Eintracht Dortmund, dem Nachfolgeverein des DSC 95, dessen A-Jugend seit vielen Jahren in der Westfalenliga spielt, vor allem der TuS Eving-Lindenhorst als Stammverein prominenter Fußballer wie Michael Zorc, Stefan Klos und Lars Ricken. Der TuS war zudem in den 1960ern und 1970ern über viele Jahre in der höchsten westfälischen Amateurklasse vertreten.
Im Frauenfußball ist die SG Lütgendortmund zurzeit die Nummer eins in der Stadt. 2002 schaffte die Mannschaft den Aufstieg in die Regionalliga und zwei Jahre später mit etwas Glück die Qualifikation zur neu eingeführten 2. Bundesliga. Nach zwei Jahren in dieser Klasse musste die Mannschaft jedoch wieder absteigen, schaffte zur Saison 2008/2009 aber den Wiederaufstieg.

#### Kreis Unna
Auch das regionale Umfeld Dortmunds ist seit Kriegsende stark vom Einfluss Borussia Dortmunds geprägt, so dass sich in den vergangenen Jahrzehnten keine Vereine der Region längerfristig in höheren Ligen halten konnten. Am erfolgreichsten war noch die Spielvereinigung Holzwickede, die 1976 durch ein 1:0 gegen den VfR Bürstadt die deutsche Amateurmeisterschaft gewinnen konnte und zuletzt Anfang der Neunziger als Amateur-Oberligist drittklassig war.
Im nördlich von Dortmund gelegenen Lünen war es zunächst der BV Brambauer, der auf regionaler Ebene bedeutend war. Sowohl von 1934 bis 1945 wie auch in den ersten Nachkriegsjahren war der „kleine BVB“ Mitglied der höchsten Spielklasse Westfalens, 1961 wurde das Endspiel um die Westfalenmeisterschaft nur knapp gegen Arminia Bielefeld verloren. Zwei Jahre später machte es der Lokalrivale Lüner SV besser, der nach einem 3:1 gegen den VfB Bielefeld Westdeutscher Meister wurde und in die Regionalliga aufstieg, in der der Verein mit Unterbrechungen bis 1973 blieb.
Während des Zweiten Weltkriegs waren die „Roten Husaren“ vom VfL Altenbögge, der in einem Stadtteil Bönens beheimatet ist, der Borussia mindestens ebenbürtig und mehrere Jahre in der Gauliga vertreten. Auf den Aufstieg im Sommer 1941 folgte zunächst ein guter vierter Platz; die beiden letzten regulären Spielzeiten schloss der Club als Vizemeister ab. Insbesondere die Verbindung zur Zeche Königsborn ließ viele Spieler auch in den entscheidenden Kriegsjahren als unabkömmlich gelten. Nach 1945 war der Verein zunächst noch in der Landesliga vertreten, konnte aber keine überregionalen Erfolge mehr erzielen und verschwand ab Mitte der 1960er in den Amateurbereich.

#### Hamm
Im am Rande des Ruhrgebiets gelegenen Hamm konnte sich die Hammer Spielvereinigung schnell zum wichtigsten Verein der Stadt entwickeln. Der Fusionsverein aus Hammer FC und Hammer SV 04 war nach dem Ersten Weltkrieg zeitweise größter Fußballclub Westfalens, gewann 1920 die regionale Meisterschaft, scheiterte in der Endrunde zur Westdeutschen Meisterschaft jedoch an Borussia Mönchengladbach. In der Folge blieb der Verein aus dem bürgerlichen Osten der Stadt aber hinter den aufstrebenden Clubs VfR Heessen (der ab 1938 in der zweitklassigen Bezirksliga spielte) oder VfL Altenbögge zurück und fand erst in den 1950ern wieder in die Erfolgsspur zurück, als 1957 der Sprung in die Verbandsliga gelang.
Dort entwickelte sich der Verein sukzessive vom Abstiegskandidaten zum Anwärter auf den Aufstieg in die Regionalliga West, der in der Spielzeit 1965/1966 unter Trainer Arthur Gruber gelang. Dabei entschied eine Münze, nachdem es nach Verlängerung im Entscheidungsspiel um den Titel gegen den SSV Hagen 2:2 gestanden hatte. Die Spielzeit 1966/1967 blieb die einzige in der Regionalliga, nach dem direkten Wiederabstieg blieb der Verein erneut für viele Jahre drittklassig. 1978 erfolgte der Abstieg in die Landesliga.
Parallel begann der Aufstieg des SC Eintracht Hamm, der den Club zu Beginn der 1980er bis in die Oberliga Westfalen führte. Die 1970 als Fusionsclub aus TuS und VfR Heessen entstandene Eintracht konnte dank enger Verbindungen zur Hammer Bank kräftig investieren und schaffte zwischen 1979 und 1981 den Durchmarsch von der Landes- in die Oberliga. Größter Erfolg waren die beiden Westfalenmeisterschaften 1983 und 1985, die in den darauffolgenden Aufstiegsrunden jedoch nicht mit dem Sprung in die zweite Bundesliga gekrönt werden konnten. Nach finanziellen Unregelmäßigkeiten beim Hauptsponsor, die sich schnell auf den Verein übertrugen, endete die Oberligazeit der Eintracht im Sommer 1987. Heute spielt der 2007 aus der Fusion des SC Eintracht Hamm mit dem SV 26 Heessen hervorgegangene SV Eintracht Heessen in der Landesliga; dafür ist die Hammer Spielvereinigung als NRW-Ligist wieder das Aushängeschild des Hammer Fußballs.

## Filmdokumentation
- Wolfgang Ettlich: Im Westen ging die Sonne auf (Filmdokumentation über den Fußball im Revier), Rough Trade Distribution GmbH, 2003